# John Sherman
John Sherman (10 de mayo de 1823-22 de octubre de 1900) fue un político estadounidense, que se desempeñó como un Representante y Senador republicano por Ohio durante la Guerra de Secesión. Sirvió como Secretario del Tesoro y como Secretario de Estado, y fue el principal autor de la Ley Sherman Antitrust. Sherman se postuló para la nominación presidencial republicana en tres ocasiones, estuvo cerca de ganar en 1888, pero nunca lo consiguió. Sus hermanos fueron el General William Tecumseh Sherman de reconocida fama en la Guerra de Secesión, Charles Taylor Sherman, juez federal en Ohio, y Hoyt Sherman, un banquero de Iowa.
Nacido en Lancaster, Ohio, se mudó a Mansfield donde comenzó la carrera de abogando antes de entrar en política. Inicialmente un Whig, Sherman estaba entre los activistas antiesclavistas que formaron lo que llegó a ser el Partido Republicano. Estuvo tres mandatos en la Cámara de Representantes. Como miembro de la Cámara, Sherman viajó a Kansas para investigar los disturbios entre los abolicionistas y los anti-abolicionistas. Se erigió como líder del partido y casi fue elegido portavoz en 1859. Fue elegido senador en 1861 y durante su mandato fue líder en los asuntos financieros, ayudando a rediseñar el sistema monetario de los Estados Unidos de modo que pudiese hacer frente a las necesidades de una nación desgarrado por la guerra civil. Después de la guerra, trabajó para producir una legislación que restaurase el crédito de la nación en el extranjero y producir una moneda respaldada por oro estable en casa. Sirviendo como Secretario del Tesoro durante la administración de Rutherford B. Hayes, Sherman continuó sus esfuerzos para la estabilidad financiera y solvencia, supervisando el fin a las medidas inflacionarias en tiempos de guerra y volviendo al dinero respaldado por oro. Volvió al Senado después que terminó su mandato, sirviendo allí durante otros dieciséis años. Durante ese tiempo, continuó su trabajo en la legislación financiera, así como escribiendo las leyes y el debate sobre la inmigración, el Derecho de la competencia empresarial, y la regulación del comercio interestatal. En 1897, el presidente William McKinley nombró Sherman Secretario de Estado. Los problemas de salud y la disminución de sus facultades mentales le hizo incapaz de manejar las cargas de trabajo, y se retiró en 1898 al comienzo de la Guerra hispano-estadounidense. Murió en su casa de Washington D. C. en 1900.

## Primeros años y educación

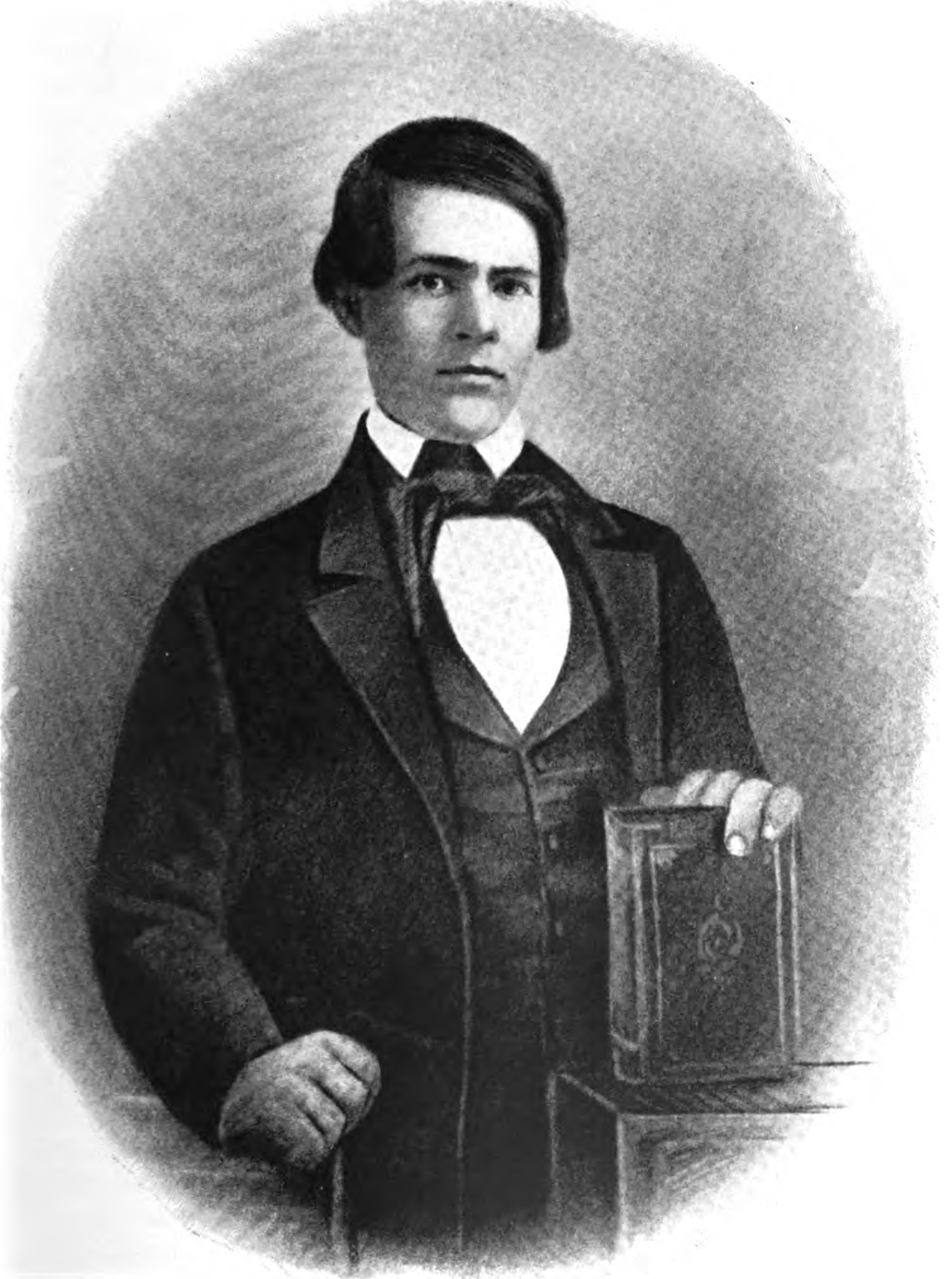
Sherman a los 19 años

John Sherman nació en Lancaster, el 10 de mayo de 1823. Fue el octavo de 11 hijos de Charles Robert Sherman y su esposa, Mary Hoyt Sherman. Su abuelo Taylor Sherman, un abogado y juez del Connecticut, visitó Ohio a principios del siglo XIX, donde obtuvo el título de varias parcelas de tierra antes de regresar a Connecticut. Después de la muerte de Taylor en 1815, su hijo Charles, recién casado con Mary Hoyt, se mudó con la familia a Ohio. Le siguieron varios miembros de la familia, y Charles se estableció como abogado en Lancaster. Cuando nació John, Charles acababa de ser nombrado juez de la Corte Suprema de Ohio.
El padre de Sherman murió repentinamente en 1829 dejando a su madre al cargo de 11 hijos. Varios de los hijos, incluyendo el hermano mayor William fueron acogidos por familiares, pero Joh y su hermano Hoyt se quedaron con su madre en Lancaster hasta 1831 cuando el primo de su padre (que también se llamaba John Sherman) lo acogió en su casa en Mount Vernon donde se matriculó en la escuela. Su tío pretendía hacerlo estudiar allí hasta que pudiese inscribirlo en el cercano Kenyon College, pero a Sherman no le gustaba la escuela y era, según sus propias palabras, "un chico problemático".En 1825 regresó a la casa materna en Lancaster. Sherman continuó su educación allí en una academia local, donde, tras ser expulsado brevemente por haber golpeado a un profesor, estudió durante dos años.
En 1837, Sherman dejó la escuela y encontró trabajo como topógrafo subalterno en la construcción de las mejoras al Río Muskingum. Sherman había conseguido el trabajo gracias al clientelismo del Partido Whig; la elección de un gobernador de demócrata, Sherman y el resto de su equipo de topografía perdieron su trabajo en junio de 1839. Al año siguiente, se mudó a Mansfield para estudiar la carrera de derecho en la oficina de su hermano mayor Charles Taylor Sherman. Fue admitido al Colegio de Abogados en 1844 y entró a trabajar en la oficina de su hermano. Sherman tuvo un éxito fulminante en la práctica de la ley, y en 1847 había acumulado bienes por valor de $10.000 y era socio en varias empresas locales. De este modo, Sherman y su hermano Charles fueron capaces de mantener a su madre y a dos hermanas solteras, que se mudaron a una casa que Sherman había comprado en Mansfield. En 1848, Sherman se casó con Margaret Cecelia Stewart, hija de un juez local. La pareja nunca tuvo hijos biológicos, pero adoptó una hija, María, en 1864.
Por esa misma época, Sherman comenzó a tomar un papel más importante en la vida política. En 1844, se dirigió a una reunión política a favor del candidato Whig a la presidencia ese año Henry Clay. Cuatro años más tarde, Sherman fue delegado por la Convención Nacional Whig donde fue nominado Zachary Taylor. Como la mayor parte de los conservadores Whigs, Sherman apoyó el Compromiso de 1850 como la mejor solución a la creciente brecha de secesión. En 1852, Sherman fue de nuevo delegado por la Convención Nacional Whig, dando su apoyo a Winfield Scott, contra sus rivales Daniel Webster y Millard Fillmore.

## Cámara de Representantes
Sherman se mudó al norte de Cleveland en 1853, estableciendo una oficina de abogados allí con dos socios. Ciertos eventos pronto interrumpieron los planes de Sherman para una nueva firma de abogados, tales como la aceptación de la Ley Kansas-Nebraska de 1854, le inspiró (y a muchos otros norteños antiesclavistas) para tomar un papel más activo en la política. Esa Ley, creación del demócrata de Illinois Stephen A. Douglas, abrió los dos territorios mencionados a la esclavitud, una derogación implícita del Compromiso de Misuri de 1820. La intención de calmar la agitación nacional sobre la esclavitud dejando la decisión a los colonos locales, la Ley de Douglas en cambio, incendió más los sentimientos en el Norte, permitiendo la posibilidad de la expansión de la esclavitud a los territorios que eran libres desde hacía tres décadas. Dos meses después de la aprobación de la Ley, Sherman fue candidato por el 13.º distrito de Ohio en la Cámara de Representantes Federal. Una convención local eligió a Sherman sobre otros dos candidatos para representar lo que entonces se llamó el Partido de la oposición (más tarde para convertirse en el Partido Republicano). El nuevo partido, una fusión de los “Partido de las Tierras Libres”, whigs y los demócratas antiesclavistas, tenía muchos elementos discordantes, y algunos entre el primer grupo creía que Sherman era demasiado conservador en la cuestión de la esclavitud. Sin embargo, le apoyaron contra el titular demócrata, William D. Lindsley. Los demócratas fueron derrotados en todo Ohio ese año, y Sherman fue elegido por 2.823 votos.

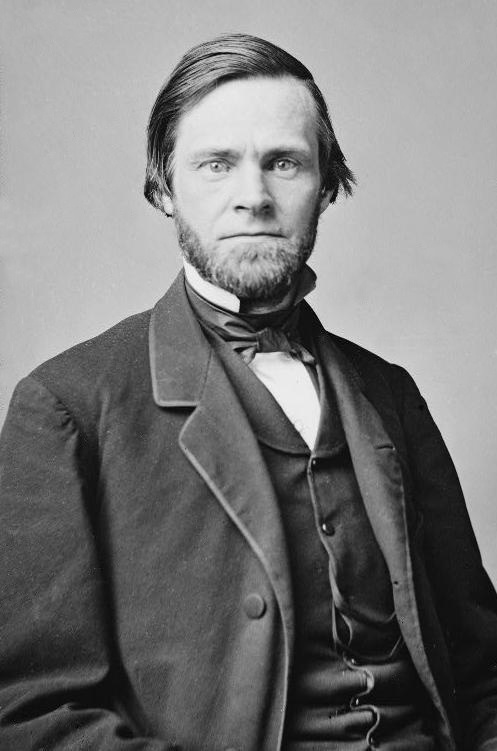
John Sherman Congresista

### Kansas
Cuando el 34.º Congreso de los Estados Unidos se reunió en diciembre de 1855, los miembros opuestos al presidente demócrata Franklin Pierce (la mayoría de ellos norteños) obtuvieron la mayoría en la Cámara, mientras que los demócratas retuvieron su mayoría en el Senado. Esa mayoría en la Cámara, sin embargo, no estaba totalmente unificada, con algunos miembros que se unieron al nuevo partido anti-Nebraska, y otros leales al nuevo partido nativista estadounidense (o Know-Nothing). Los Know-Nothing también estaban fraccionados, con algún ex Whigs y algunos ex Soilers en sus filas. el resultado fue una Cámara que no pudo elegir a un Presidente durante dos meses. Cuando finalmente se pusieron de acuerdo sobre la elección de Nathaniel Banks de Massachusetts, la Cámara regresó rápidamente a la cuestión de Kansas.La prevención de la expansión de la esclavitud a Kansas fue el único tema que unió a la frágil mayoría de Banks, y la Cámara resolvió enviar a tres miembros para investigar la situación en aquel territorio; Sherman fue uno de los tres seleccionados.
Sherman pasó dos meses en el territorio y fue el autor principal del informe de 1188 páginas, donde se presentado sobre las condiciones de aquel lugar, cuando regresaron en abril de 1856. El informe exponía lo que los miembros de la “anti-administración” ya temían: que el principio de control local estaba siendo seriamente socavada por la invasión de Misuri que, si bien no con la intención de establecerse allí, usaban la violencia para coaccionar a los ciudadanos de Kansas para que eligieran a miembros favorables a la esclavitud en la legislatura territorial. La Cámara no tomó ninguna medida sobre los informes, pero fueron ampliamente distribuidos como documentos de campaña. Aquel mes de julio, Sherman propuso una enmienda a una ley de apropiación del ejército para obstruir el uso de tropas federales para hacer cumplir los actos de la legislatura territorial de Kansas, que muchos vieron como un órgano ilegítimo. La enmienda fue aprobada por poco por la Cámara, pero fue eliminado por el Senado; la Cámara acordó finalmente al cambio. A pesar de esta derrota, sin embargo, Sherman había logrado una importancia considerable para un representante novicio.

### Lecompton y la reforma financiera
Sherman fue reelegido en 1856, derrotando a su oponente demócrata, Herman J. Brumback, por 2.861 votos. El candidato republicano a la presidencia John C. Frémont ganó por Ohio, mientras que perdió el voto nacional en favor del demócrata, James Buchanan. Cuando se reunió el 35.º Congreso en diciembre de 1857, la coalición anti-Nebraska -ya formalmente los republicanos- habían perdido el control de la Cámara, y Sherman se encontró en minoría. La crisis secesionista también se había profundizado en el año anterior. En marzo de 1857, la Corte Suprema emitió su decisión Dred Scott v. Sandford, sosteniendo que el Congreso no tenía poder para impedir la esclavitud en los territorios y que los negros, ya fueran libres o esclavos, no podían ser ciudadanos de los Estados Unidos. En diciembre de ese año, en unas elecciones boicoteadas por los partisanos del estado libre, Kansas aprobó la Constitución Lecompton pro-esclavista y pidió al Congreso que fuera admitido como estado esclavista. Buchanan instó a que el Congreso tomase medidas en el asunto, y el Senado aprobó un proyecto de ley para admitir Kansas. Sherman se pronunció en contra del proyecto de ley de Kansas en la Cámara, señalando la evidencia de fraude en las elecciones. Algunos de los demócratas del Norte se unieron a un caucus republicano unánime para derrotar la medida. El Congreso acordó una medida de compromiso, por la cual Kansas sería admitida tras otro referéndum sobre la Constitución Lecompton. El electorado rechazó la esclavitud y permaneció como territorio, una decisión que Sherman más tarde llamaría "el punto de inflexión de la controversia de la esclavitud." El segundo mandato de Sherman también vio sus primeros discursos en el Congreso sobre la situación financiera del país, que había sido perjudicada por el Pánico de 1857. Citando la necesidad de recortar gastos innecesarios a la luz de la disminución de los ingresos, Sherman criticó especialmente a los senadores sureños por añadir créditos a proyectos de ley de la Cámara". Su discurso llamó la atención y fue el comienzo de Sherman de concentrarse en asuntos financieros, que continuaría a lo largo de su larga carrera política.

### Liderazgo de la Cámara

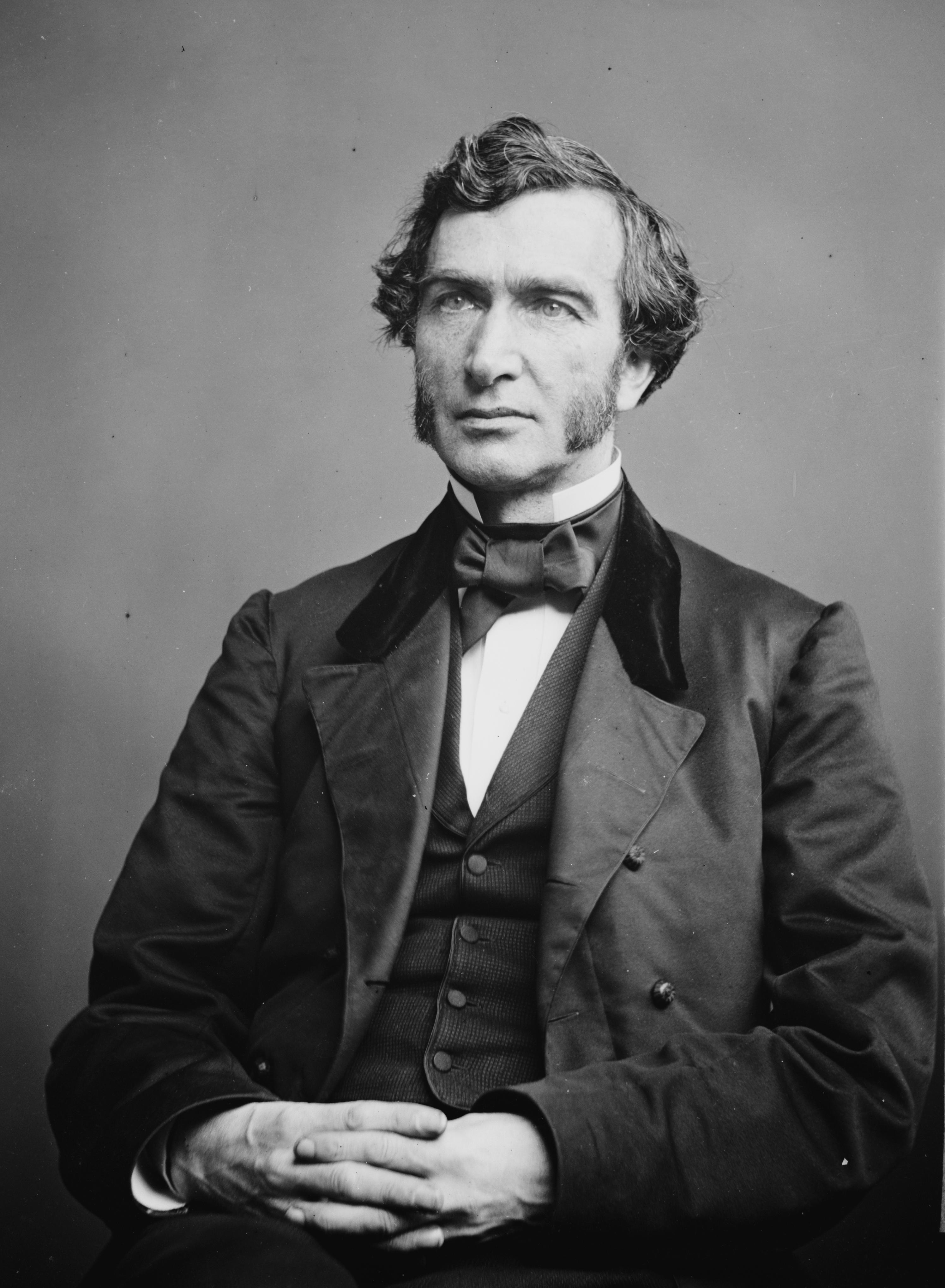
Sherman trabajó con Justin Smith Morrill para aprobar la legislación arancelaria en 1860.

Los votantes eligieron a Sherman para un tercer mandato en 1858. Después de un breve período extraordinario de sesiones en marzo de 1859, el 36.º Congreso cerró su sesión, y Sherman y su esposa se fueron de vacaciones a Europa. Cuando regresaron ese diciembre, la situación era similar a la de cuatro años antes: que ningún partido tenía mayoría absoluta. Los republicanos conservaban 109 escaños, los demócratas 101, y Know Nothing 27. Una vez más, la tensión secesionista había aumentado mientras el Congreso estaba en receso, esta vez debido a la incursión de John Brown en el Harpers Ferry, en Virginia. La elección para Presidente de la Cámara prometía ser polémica. Esta vez, Sherman fue uno de los principales candidatos, recibiendo el segundo mayor número de votos en la primera votación, pero ninguno de los candidatos obtuvo la mayoría. La elección para la presidencia se desvió de inmediato gracias a un escandaloso sobre un libro contra la esclavitud, La inminente crisis del Sur, escrito por Hinton Rowan Helper y avalado por muchos miembros republicanos. Los sureños acusaron Sherman de haber respaldado el libro, mientras que él protestó que solo aprobaba su uso como herramienta de campaña y nunca lo había leído. Después de dos meses de votación, no se había tomado ninguna decisión. Después de los intentos de adoptar una regla de pluralidad fracasaron, Sherman reconoció que no podía ser elegido, y se retiró. Republicanos entonces dieron su apoyo a William Pennington, quien fue elegido en la cuadragésima cuarta votación.  
Pennington asignó a Sherman como presidente del Comité de Medios y Arbitrios de la Cámara de Representantes donde pasó gran parte de su tiempo en los programas de asignaciones anuales, al mismo tiempo que trabajaba con su colega Justin Smith Morrill en la aprobación de lo que se conoció como el Arancel Morrill. El Arancel Morrill planteaba los derechos sobre las importaciones con el fin de cerrar el déficit que había dado lugar la caída de los ingresos. También tuvo el efecto de estimular las industrias nacionales, que hizo un llamamiento a los antiguos Whigs en el Partido Republicano. Sherman se pronunció a favor del proyecto de ley y se aprobó en la Cámara por una votación de 105 a 64. El proyecto de ley arancelaria probablemente habría muerto en el Senado, pero la retirada de los miembros del sur al inicio de la Guerra Civil permitió al último retazo del Senado aprobar el proyecto de ley en la sesión final del 36.º Congreso, y el presidente Buchanan lo refrendó en ley en febrero de 1861. Del mismo modo, Sherman apoyó un proyecto de ley para admitir a Kansas como estado libre que pasó en 1861. 
Sherman fue reelegido para el Congreso en 1860 y participó activamente en la campaña de Abraham Lincoln como Presidente, dando discursos en su nombre en varios estados. Ambos fueron elegidos, con Sherman derrotando a su oponente, Barnabas Burns, por 2 864 votos. Regresó a Washington para la última sesión del 36.º Congreso. En febrero de 1861, siete estados reaccionaron a la elección de Lincoln separándose de la Unión. En respuesta, el Congreso aprobó una enmienda constitucional propuesta por el diputado Thomas Corwin de Ohio. Conocida hoy como la Enmienda de Corwin, fue un intento de forjar un compromiso para que se quedaran los estados esclavistas restantes de la Unión, e intentar que los estados separatistas volvieran. La legislación de Corwin habría preservado el statu quo de la esclavitud y prohibía cualquier modificación futura concediendo al Congreso el poder para interferir con la esclavitud en los estados. Sherman votó a favor de la enmienda, que fue aprobada por ambas cámaras del Congreso y fue enviada a los estados para su ratificación.  Pocos estados la ratificaron, y la aprobación de la Decimotercera Enmienda en 1865, que prohíbe la esclavitud, dejaron la cuestión del compromiso obsoleta.

## Senado
Lincoln asumió el cargo el 4 de marzo de 1861. Entre sus primeros actos fue nombrar senador a Salmon P. Chase de Ohio para ser Secretario del Tesoro. Chase, renunció a su escaño en el Senado el 7 de marzo, y después de dos semanas de votación indecisa, la Legislatura de Ohio eligió a Sherman para el puesto vacante. Tomó posesión de su cargo el 23 de marzo de 1861, cuando el Senado había sido llamado a sesiones extraordinarias para hacer frente a la crisis de la secesión. El Senado que se reunió al comienzo del 37.º Congreso tenía mayoría republicana, por primera vez, una mayoría que creció a medida que los miembros sureños renunciaron o fueron expulsados. En abril, el hermano de William Sherman visitó Washington para alistarse en el ejército, y los hermanos se fueron juntos a la Casa Blanca para reunirse Lincoln. Este convocó a 75.000 hombres para alistarse durante tres meses para sofocar la rebelión, que William Sherman consideró que eran demasiado pocos como de demasiado corta duración. Los pensamientos de William en la guerra influyeron mucho sobre su hermano, y John Sherman regresó a su casa de Ohio para fomentar el alistamiento, y sirvió brevemente como coronel no remunerado de los voluntarios Ohio.

### Financiación de la Guerra Civil

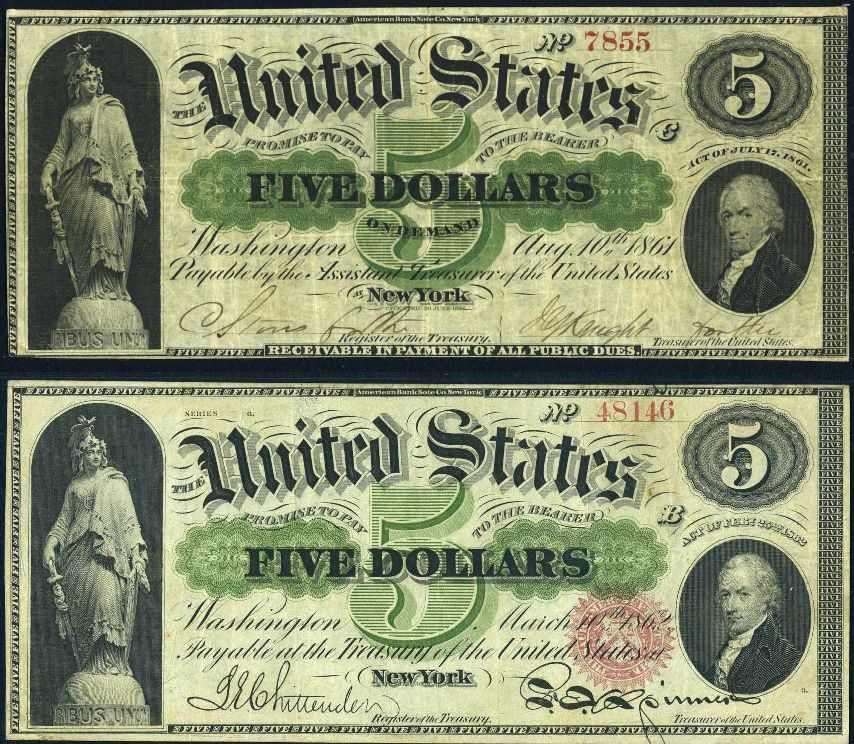
A Demand Note (arriba) y un Billete de los Estados Unidos (abajo)

Los gastos de la guerra civil rápidamente debilitaron la ya frágil situación financiera del gobierno y Sherman, asignado al Comité de Finanzas del Senado, estuvo involucrado en el proceso de aumentar los ingresos. En julio de 1861, el Congreso autorizó al gobierno a emitir Billetes de demanda, la primera forma de papel moneda emitido directamente por el Gobierno de los Estados Unidos. Los billetes eran canjeables en especie (es decir, en moneda de oro o plata), pero, como Sherman notaría en sus memorias, no resolverá el problema de los ingresos, ya que el gobierno no tenía la moneda para redimir los billetes en caso de que todos se presentaran para que se los pagaran. Para resolver este problema, Chase pidió y el Congreso autorizó la emisión de $150 millones en bonos, que (como los bancos los compraron con oro) repuso el tesoro. El Congreso también trató de aumentar los ingresos cuando se aprobó la Ley de Ingresos de 1861, que impuso el primer impuesto federal sobre la renta en la historia estadounidense. Sherman apoyó la medida, e incluso habló a favor de un impuesto más pronunciado que el impuesto por la Ley (el 3% sobre los ingresos por encima de $800) prefiriendo aumentar los ingresos por los impuestos que por los préstamos. En agosto, se clausuró el período extraordinario de sesiones y Sherman volvió a su casa en Mansfield para promover de nuevo el reclutamiento militar. Cuando el Congreso volvió a Washington en diciembre de 1861, Sherman y el Comité de Finanzas continuaron sus intentos de solucionar la profundización de la crisis financiera causada por la guerra. La situación financiera había seguido empeorando como resultado que aquel mes en los bancos se suspendieron los pagos en especie es decir, que se negó a canjear sus billetes por oro. El oro comenzó a desaparecer de la circulación. Con 500.000 soldados en el campo, el gobierno estaba gastando la suma hasta entonces inaudita de $2 millones por día. Sherman comprendió que "un cambio radical en las leyes existentes en materia de nuestra moneda se debe hacer, o... la destrucción de la Unión sería inevitable...".El Secretario Chase estuvo de acuerdo y propuso que el Departamento del Tesoro de los Estados Unidos emitieran billetes de los Estados Unidos que fueran canjeables no en especie, sino en el 6% bonos del gobierno.  Los billetes serían "moneda de curso legal y moneda de curso legal en el pago de todas las deudas”. Solo las monedas de oro y plata había sido de curso legal en los Estados Unidos, pero el Congreso cedió a las necesidades del tiempo de guerra y la Primera Ley de Licitación legal resultante pasó tanto en la Cámara como en el Senado. La ley limitó la tirada (más tarde conocido como "billetes verdes") a $150 millones, pero dos subsiguiente licitaciones júrídicas de ese año amplió el límite a $450 millones. La idea de hacer el papel moneda de curso legal polémica, y William Pitt Fessenden de Maine, presidente del Comité de Finanzas del Senado, fue uno de los muchos que se opusieron a la propuesta. Sherman no estuvo de acuerdo, y se pronunció a favor de la idea. Defendió su posición, según sus memorias, diciendo que "desde la aprobación de la licitación del acto jurídico, por el que se proporcionan medios para la utilización de la riqueza del país en la represión de la rebelión, la marea de la guerra se volvió a nuestro favor.".
La reforma del sistema financiero de la nación continuó en 1863 con la aprobación de la Ley Nacional de Bancos de 1863. Esta Ley, propuesta por Chase en 1861 e introducida por Sherman dos años más tarde, estableció una serie de bancos privados a nivel nacional autorizados a emitir billetes en coordinación con la Tesorería, en sustitución (aunque no completamente) del sistema de bancos con privilegios estatales que existían por aquel entonces. Aunque el objetivo inmediato era para financiar la guerra, la Ley del Banco Nacional tenía la intención de ser permanente, y se mantuvo como ley hasta 1913. Un impuesto del 10% sobre los billetes del Estado fue aprobada en 1865 para facilitar la transición a un sistema bancario nacional. Sherman estuba incondicionalmente de acuerdo con Chase, y esperaba que la banca estatal se eliminara por completo. Sherman creía que el sistema de regulación estado-por-estado era desordenado e incapaz de facilitar el nivel de préstamos que una nación moderna podía requerir. También creía que los bancos estatales eran inconstitucionales. No todos los republicanos compartían los puntos de vista de Sherman, y cuando la Ley finalmente fue aprobada por el Senado, fue por un estrecho voto de 23 a 21. Lincoln promulgó la ley el 25 de febrero de 1863. "La Ley de 1863 fue seguida un año después por la Ley Nacional de Bancos de 1864, que hizo varios arreglos técnicos y añadió un impuesto sobre los depósitos de los bancos estatales".

### La esclavitud y la Reconstrucción

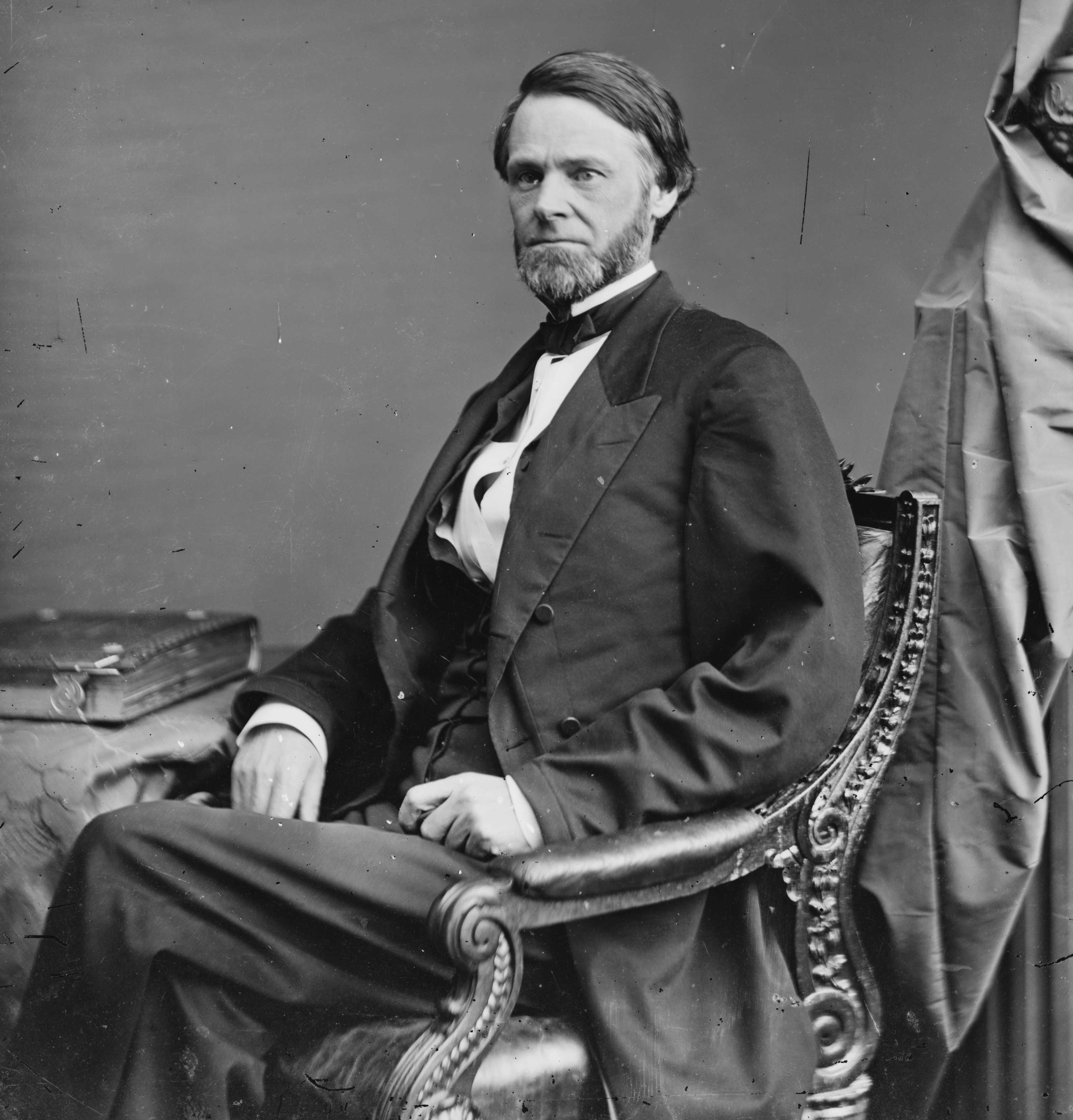
Senador John Sherman

Además de su papel en los asuntos financieros, Sherman también participó en el debate sobre la conducta de la guerra y los objetivos para la nación de posguerra. Sherman votó a favor de la Ley de Desamortización de 1861, lo que permitió al gobierno confiscar cualquier propiedad que pudiese ser utilizada para apoyar el esfuerzo de guerra confederada (incluidos los esclavos) y para la Abolición de la esclavitud en el Distrito de Columbia. También votó a favor de la Segunda Ley de Desamortización de 1862, que declararon que los esclavos "confiscados" bajo la Ley de 1861 eran liberados. En 1864, Sherman votó por la Decimotercera Enmienda a la Constitución de Estados Unidos, la abolición de la esclavitud. Con un poco de esfuerzo, pasó el Congreso y fue ratificada por los estados al año siguiente. 
Cuando terminó la sesión, Sherman hizo campaña en Indiana y Ohio para la reelección de Lincoln.  En 1865, asistió a la segunda investidura de Lincoln, luego viajó a Savannah, Georgia, para reunirse con su hermano William, que había llegado allí después de la marcha de su ejército hacia el mar. Sherman volvió a casa a Mansfield en abril, donde supo del asesinato de Lincoln. Estaba de vuelta en Washington para la Gran Revisión de las Tropas y luego regresó a su casa hasta diciembre, cuando se reunió el 39.º Congreso. No había habido sesión especial aquel verano, y el presidente Andrew Johnson, sucesor de Lincoln, había tomado el liderazgo en la Reconstrucción del Sur conquistado, para consternación de muchos en el Congreso. Sherman y Johnson habían sido amigos, y algunos observadores esperaban que Sherman pudiera servir como enlace entre Johnson y el ala "radical" del partido. En febrero de 1866, sin embargo, Johnson estaba atacando públicamente a estos republicanos radicales, que exigían duro castigo para los rebeldes y de acción federal para ayudar a los libertos. Al mes siguiente Johnson vetó la propuesta de Ley de Derechos Civiles de 1866, que había pasado el Congreso con los números abrumadores. Sherman se sumó a los que quisieron a volver a pasar el proyecto de ley sobre el veto de Johnson. Ese mismo año, Sherman votó a favor de la Decimocuarta Enmienda, que garantiza la igual protección de las leyes a los libertos. Se convirtió en ley en 1868.  
Para entonces, Johnson se había hecho el enemigo de la mayoría de los republicanos en el Congreso, incluyendo Sherman. Sherman, un moderado, se puso del lado de los radicales al votar a favor de la Ley de la Ejecución del Mandato, que pasó sobre el veto de Johnson en 1867, pero en el debate de la Primera Ley de Reconstrucción, argumentó en contra de privar de sus derechos a los hombres del sur que habían participado en la rebelión. Este último proyecto de ley, modificado para eliminar esa disposición, también pasó por el veto de Johnson. El conflicto continuo entre Johnson y el Congreso culminó con la Destitución de Johnson por la Cámara en 1868. Después de un juicio en el Senado, Sherman votó a favor de condenar, pero la votación total fue una corta mayoría necesaria de dos tercios, y Johnson continuó en el cargo. Más tarde escribió, que aunque él "le gusta el presidente personalmente y no albergaba en su contra ninguno de los prejuicios y la animosidad de algunos otros", creía que Johnson había violado la "Ley de la ejecución del Mandato", y en consecuencia votó para destituirlo de su cargo. Con Ulises S. Grant elegido a la Presidencia en 1868, el Congreso tenía un socio más dispuestos en la Reconstrucción. La útltima sesión del 40.º Congreso aprobó la Decimoquinta Enmienda, que garantiza que el derecho de voto no puede ser restringido por motivos de raza; Sherman se unió a la mayoría de dos tercios, que votó a favor de su aprobación. El 41.º Congreso aprobó la Ley de Aplicación de 1870 en un esfuerzo por hacer cumplir sus Enmiendas de los derechos civiles en una población sureña hostil. Esa Ley, redactada por John Bingham, de Ohio para reflejar la 14.⁰ Enmienda, creó sanciones por violar los derechos constitucionales de otra persona. Al año siguiente, el Congreso aprobó la Ley de Ku Klux Klan, que fortaleció la Ley de aplicación permitiendo juicios federales y a utilizar tropas federales. Sherman votó a favor de ambas leyes, que tenían el apoyo de Grant.

### Las finanzas de la posguerra
Cuando la crisis financiera disminuyó, muchos en el Congreso querían que los billetes verdes se retirasen de la circulación. El público nunca había visto billetes verdes como equivalente a especie, y desde 1866 circulaban con un descuento considerable, aunque su valor había aumentado desde el fin de la guerra. Hugh McCulloch, el Secretario del Tesoro bajo Lincoln y Johnson, creía que los billetes eran solo una medida de emergencia, y pensó que deberían retirarse gradualmente. McCulloch propuso un proyecto de ley, la Ley de contracción, para convertir algunos de los billetes verdes, canjeables en bonos que devengan en intereses redimibles en moneda. La mayoría de los miembros del Comité de Finanzas del Senado no tenían ninguna objeción, y Sherman se encontró solo en oposición a él, creyendo que la retirada de billetes verdes de la circulación se contraería la oferta de dinero y dañaría la economía. Sherman vez favoreció dejando las notas existentes en circulación y dejando que el crecimiento de la población a ponerse al día con el crecimiento de la oferta monetaria. Sherman en cambio favorecía dejar los billetes existentes en circulación y dejar que el crecimiento de la población se pusiera al día con el crecimiento de la oferta monetaria. Sugirió una enmienda que permitiese simplemente que el Tesoro redimiera los billetes para los bonos de renta más baja, ahora que los costos de endeudamiento del gobierno habían disminuido. La enmienda de Sherman fue rechazada, y la Ley de contracción pasó; los billetes verdes serían retirados gradualmente, pero los que seguían en circulación serían canjeables por los bonos de alto interés como antes. En sus memorias, Sherman llamó a esta ley "la medida financiera más perjudicial y costoso jamás promulgada por el Congreso", como los elevados pagos de intereses constantes que requería", agregó plenamente $300 millones de intereses" a la deuda nacional.
El poder legislativo de Ohio reeligió Sherman a otro mandato de seis años ese año, y cuando (después de unas vacaciones de tres meses en Europa) tomó posesión de su cargo volvió a la cuestión de los billetes verdes. El apoyo público a los billetes verdes había crecido, sobre todo entre los hombres de negocios que pensaban que la retirada llevaría a precios más bajos. Cuando un proyecto de ley aprobado por la Cámara suspendía la autorización para retirar los billetes verdes bajo la Ley de contracción, Sherman lo apoyó en el Senado. Pasó en el Senado 33-4, y se convirtió en ley en 1868.
En el siguiente Congreso, uno de los primeros proyectos de ley que tenía que aprobar la cámara era la Ley de Crédito Público de 1869, lo que requeriría del gobierno para pagar a los obligacionistas de bonos en oro, y no billetes verdes. La campaña electoral de 1868 había visto a los demócratas proponer para pagar a los obligacionistas (en su mayoría partidarios del esfuerzo de guerra de la Unión) en papel; Los republicanos favorecían el oro, puesto que los bonos habían sido comprados con oro. Sherman estaba de acuerdo con sus colegas republicanos y votó con ellos aprobando la ley por 42-13.  Sherman continuó favoreciendo una mayor difusión de la divisa estadounidense cuando votó a favor de la Ley de moneda de 1870, que autorizó un aumento adicional de $54 millones de billetes en Estados Unidos. Sherman también participó en el debate sobre la Ley de Financiación de 1870. La Ley de Financiación, que Sherman llamó "la medida financiera más importante de ese Congreso," reembolsó la deuda nacional. El proyecto de ley, como Sherman escribió, autorizó que se utilizaran 1.2 $1000 millones de bonos de tasa de interés baja para la compra de los bonos de alta tasa emitidos durante la guerra, con el fin de tomar ventaja de los costos de endeudamiento más bajos provocado por la paz y la seguridad que siguió a la victoria de la Unión. La Ley fue objeto de un debate considerable sobre los precios y cantidades exactas, pero una vez que fueron subsanadas las diferencias, pasó con grandes mayorías en ambas cámaras. Mientras que Sherman no estaba contento con los compromisos (en especial la ampliación de plazo de los bonos a 30 años, que él creía demasiado largo), vio el proyecto de ley como una mejora sobre las condiciones existentes, e instó a su aprobación.

### Ley de la moneda de 1873

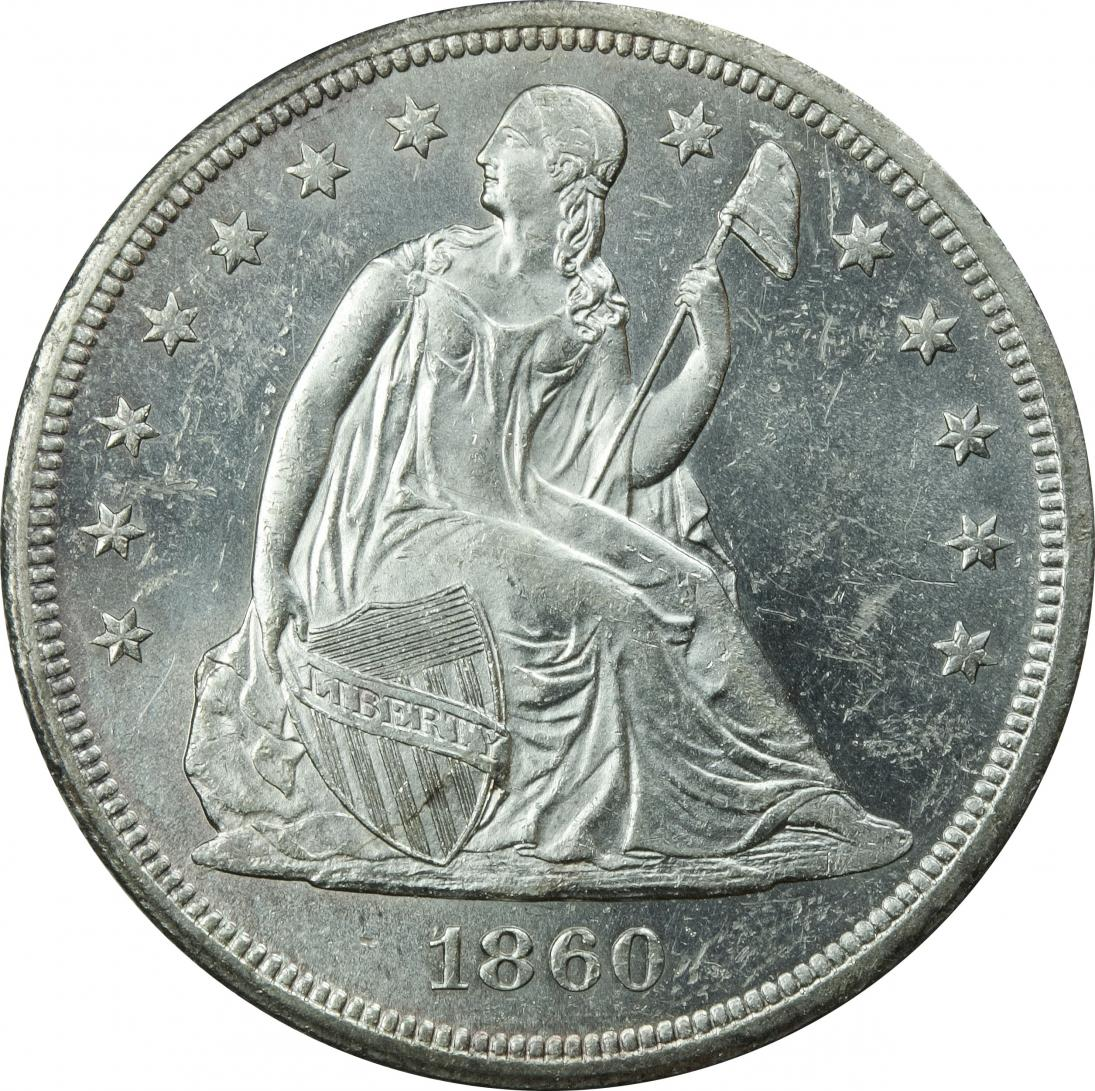
A Libertad Sentada Un tipo de dólar de plata que Sherman dijo que nunca vio en circulación

El poder legislativo de Ohio reeligió Sherman por un tercer mandato en 1872, después que el entonces gobernador Rutherford B. Hayes declinó la invitación de varios legisladores para competir contra Sherman. Sherman volvió a liderar el Comité de Finanzas, y las cuestiones de los billetes verdes, el oro, y la plata continuaron en los congresos siguientes. Desde los primeros días de la república, los Estados Unidos habían acuñado dos monedas de oro y plata, y durante décadas la relación de valor entre ellos se había establecido por ley en 16:1. Ambos metales fueron objeto de "libre acuñación"; es decir, cualquier persona podría llevar cualquier cantidad de oro o plata para la Casa de Moneda de los Estados Unidos y convertirlo en moneda. La relación estaba destinada a ser imperfecta, ya que la cantidad de oro y plata minada y la demanda de los mismos en todo el mundo fluctuaba de un año a otro; y como el precio de mercado de un metal superaba su precio legal, las monedas de ese metal desaparecerían de la circulación (un fenómeno conocido como la Ley de Gresham). Antes de la Guerra Civil, el oro circulaba libremente y la plata desapareció, y mientras los dólares de plata eran de curso legal, Sherman escribió que "aunque yo era bastante activo en los negocios... No recuerdo en ese momento haber visto nunca un dólar de plata".  La emisión de billetes verdes había dado prioridad al debate sobre las relaciones oro-plata para el fondo como las monedas de ambos metales desaparecieron del comercio de la nación a favor de los nuevos billetes de papel, pero a medida que el dólar se convertía cada más fuerte en tiempos de paz y los pagos de la deuda nacional era garantizada a ser pagada en especie, el Congreso vio la necesidad de actualizar las leyes de acuñación.
El secretario del Tesoro, George S. Boutwell, envió a Sherman (que era ahora el presidente del Comité de Finanzas del Senado) un borrador de lo que se convertiría en la Ley de la moneda de 1873. La lista de las monedas legales duplicaba a las de acuñación anterior, dejando fuera solo el dólar de plata y dos monedas pequeñas. La justificación dada en el informe de Hacienda que acompañaba al proyecto de ley era que acuñar un dólar de oro y un dólar de plata con diferentes valores intrínsecos fue problemática; como no circulaba el dólar de plata y el oro sí lohacía, tenía sentido dejar caer la moneda no utilizada. Los opositores a la ley llamarían a esta omisión el "Crimen del 73," y significaba, literalmente, que circulaban cuentos de soborno generalizado a los congresistas por agentes extranjeros. Sherman hizo hincapié en sus memorias que el proyecto de ley fue debatido abiertamente durante varios años y pasó las dos Cámaras, con un apoyo abrumador y que, dada la circulación continua de monedas de plata más pequeñas al mismo formato de 16:1, nada hubiera sido "desmonetizado", como sus oponentes reivindicaban. Los dólares de plata seguía siendo de curso legal, pero solo por sumas de hasta $5. Por otra parte, los estudios posteriores han sugerido que Sherman y otros deseaban demonetizar los dólares de plata durante años y que mudar al país a un estándar de oro como la moneda única, y no por alguna ganancia corrupta, sino porque creían que era el camino a una fuerte moneda segura.
Con el cambio a lo que era esencialmente un patrón de oro, los Estados Unidos se unió a una gran cantidad de naciones de todo el mundo que basaba sus divisas en oro solo. Pero al hacerlo, estas naciones exacerbaron la demanda de oro en lugar de plata que, combinado con la acuñación de más plata, subió el coste de oro y bajó el de la plata. El resultado no fue evidente inmediatamente después de la aprobación de la Ley de la moneda, pero en 1879 la relación entre el precio del oro y de la plata había aumentado de 16.4: 1 a 18.4: 1; en 1896 era de 30: 1. El efecto final fue que el oro era más caro, lo que significaba precios más bajos y la deflación de otros bienes. La deflación hizo que los efectos del Pánico de 1873 fueran peores, por lo que era más caro para los deudores pagar las deudas que habían contraído cuando la moneda era menos valiosa.  Los agricultores y los obreros, en especial, clamaron por el retorno de la moneda en ambos metales, creyendo que el aumento de la oferta monetaria restauraría salarios y valores de la propiedad, y la brecha entre las fuerzas pro y anti-plata creció en las décadas siguientes. Escribiendo en 1895, Sherman defendió el proyecto de ley, diciendo que, salvo algún acuerdo internacional para cambiar el mundo entero a un patrón bimetálico, el dólar de los Estados Unidos debía seguir siendo una moneda respaldada por el oro.

### La reanudación de los pagos en monedas

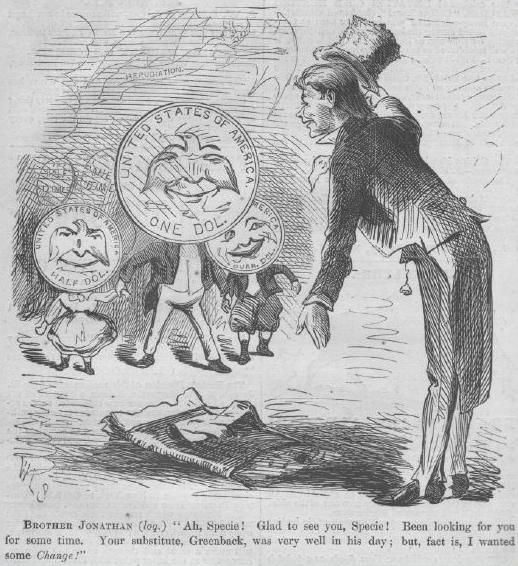
Una caricatura del 9 de abril de 1870, de la revista semanal Harper anticipaba la reanudación de los pagos del gobierno en monedas de metales preciosos.

Al mismo tiempo que trató de reformar la acuñación, Sherman trabajó para la "reanudación", la política de reanudar el pago en moneda metálica todos los billetes de banco, incluyendo los billetes verdes. La idea de la retirada por completo de los billetes verdes de la circulación había sido juzgada y rápidamente rechazada en 1866; los billetes eran, como decía Sherman, "un gran favorito de la gente.". La crisis económica del Pánico de 1873 lo hizo aún más claro que la reducción de la oferta monetaria sería perjudicial para el estadounidense medio.".  Aun así, Sherman (y otros) deseaba un eventual retorno a un solo medio circulante: el oro. Como dijo en un discurso de 1874, "una moneda estándar es el mejor y el único verdadero estándar de todos los valores, reconocida como tal por todas las naciones civilizadas de nuestra generación". Si los billetes verdes no debían ser retirados de la circulación, por lo tanto, deberían equivaler el igual al dólar de oro. 
Mientras Sherman se opuso imprimir billetes verdes adicionales, hasta una fecha tan tardía como 1872, seguía siendo un partidario de mantener los billetes verdes existentes respaldados por los bonos en circulación". Durante los próximos dos años, Sherman trabajó para desarrollar lo que se convirtió en la Ley de Reanudación de Pago en Moneda. La ley fue un compromiso. Requería una reducción gradual del valor máximo de los billetes verdes permitidos para circular a $300 millones y, mientras que los primeros borradores habían permitido al Tesoro la opción entre pagar en bonos o en moneda, la versión final de la ley requería el pago en moneda, a partir de 1879. El proyecto de ley fue aprobado en una votación por partidos en la última sesión del 43.º Congreso, y el presidente Grant firmó en ley el 14 de enero de 1875".

### Elección de 1876
Después del cierre de la sesión, Sherman regresó a Ohio para hacer campaña por el candidato republicano a gobernador allí, exgobernador Rutherford B. Hayes. La cuestión de los pagos en monedas se debatió en la campaña, con Hayes respaldando la posición de Sherman y su oponente demócrata, el gobernador titular William Allen, a favor del aumento de la circulación de billetes verdes canjeables en bonos. Hayes obtuvo una victoria estrecha, y pronto fue mencionado como un posible candidato presidencial en 1876. La controversia sobre la reanudación llevó a la elección presidencial. La plataforma Demócrata ese año exigió la derogación de la Ley de Reanudación, mientras que los republicanos nominaron Hayes, cuya posición en favor de un patrón de oro era muy conocida.". Las elecciones de 1876 estaba muy cerca y los votos electorales de varios estados se disputaron con ardor hasta pocos días antes de que el nuevo presidente tomase posesión su cargo. Luisiana fue uno de los estados en los que ambas partes se adjudicó la victoria, y Grant pidió Sherman y otros hombres que fueran a Nueva Orleans y garantizar que los intereses del partido estuvieran representados.
Sherman, para entonces completamente disgustado con Grant y su administración, sin embargo, acudió a la llamada en nombre de la lealtad al partido, uniéndose a James A. Garfield, Stanley Matthews, y otros políticos republicanos en Luisiana pocos días más tarde. Los demócratas asimismo enviaron a sus políticos, y las dos partes se reunieron para observar la junta electoral tomar su decisión en la que se le debía otorgar a Hayes los votos electorales de aquel estado. Esto terminó con el rol directo de Sherman en el asunto, y regresó a Washington; pero la disputa se prolungó hasta que una comisión electoral bipartidista fue convocada en la capital. Unos días antes de que terminara el mandato de Grant, la comisión decidió por poco a favor de Hayes, y se convirtió en el 19.º presidente de los Estados Unidos. 

## Secretario del Tesoro

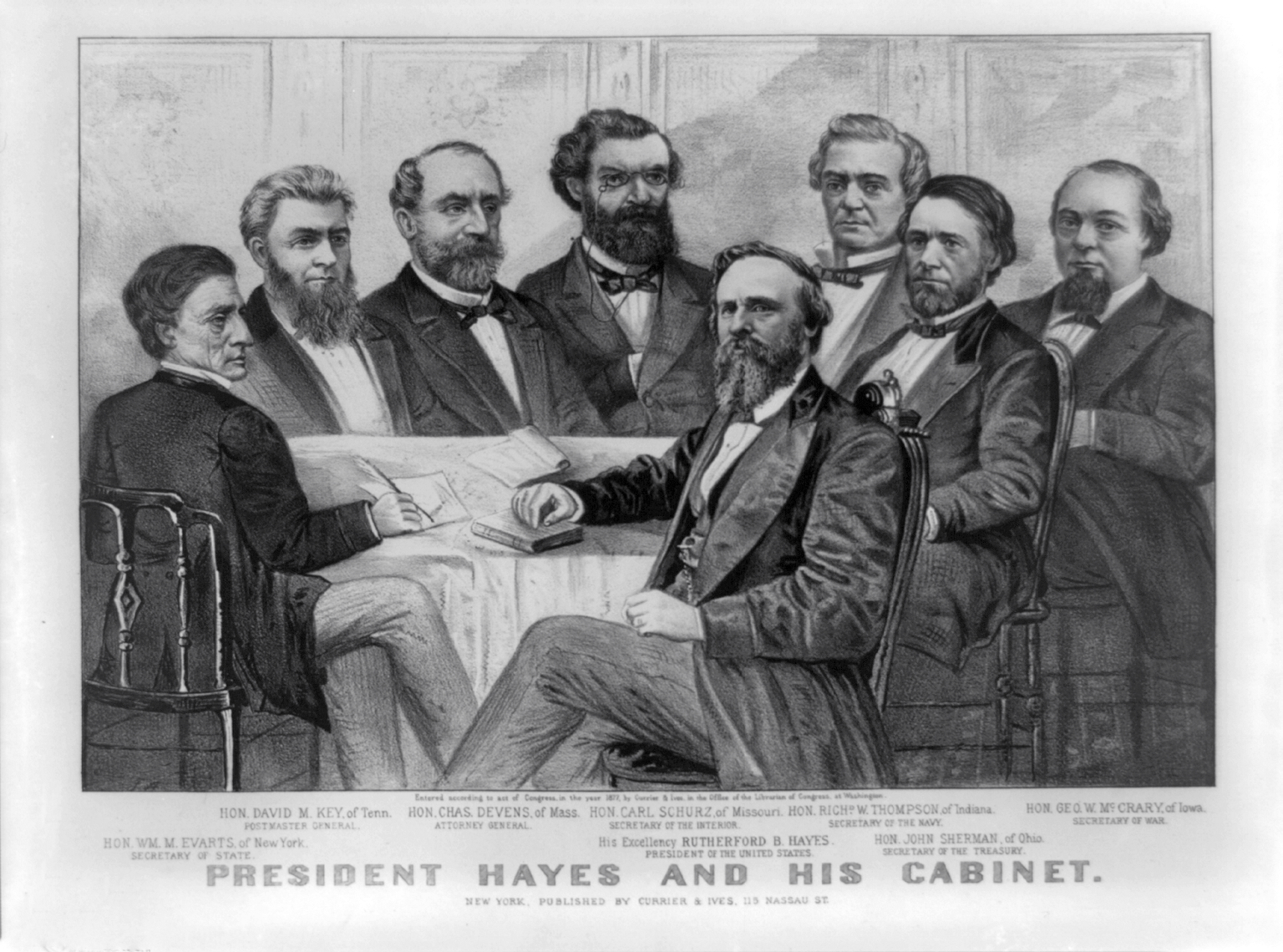
El gabinete de Hayes en 1877

La experiencia financiera de Sherman y su amistad con Hayes hicieron de él una elección natural para ser secretario del Tesoro en 1877. Como Grant antes que él, Hayes no consultó a los líderes del partido sobre sus nombramientos en el gabinete, y el Senado tomó la medida entonces inusual, de remitir a todos ellos a la comisión. Dos días más tarde, los senadores aprobaron la nominación de Sherman después de una hora de debate, y comenzaron a presionar a sus antiguos compañeros para que aprobaran las otras nominaciones, que finalmente lo hicieron. Hayes y Sherman se convirtieron en íntimos amigos durante los cuatro años siguientes, dando paseos cotidianos en carruajes para discutir asuntos de Estado en privado. En el Tesoro, como en el Senado, Sherman se encontró con dos tareas: primero, para prepararse para la reanudación en monedas cuando entró en vigor en 1879; segundo, para hacer frente a la reacción en contra de la disminución de la moneda de plata.

### Preparación para la reanudación de pagos en moneda
Sherman y Hayes acordaron acumular oro como preparación para el intercambio de billetes verdes en moneda. La Ley permaneció impopular en algunos sectores, con cuatro intentos de derogarla en el Senado y catorce en la Cámara –todo sin éxito–. La confianza del público en el Tesoro había crecido en la medida en que el dólar en oro valía solamente 1.05 de dólar en billetes verdes.  Una vez que el público confió en que podían canjear los billetes verdes po oro, pocos realmente lo hicieron; cuando la Ley entró en vigor en 1879, solamente $130,000 de los $346 millones en circulación en billetes verdes fueron canjeados. Los billetes verdes ahora estaban a la par con los dólares de oro, y la nación tuvo, por primera vez desde la Guerra Civil, un sistema monetario unificado.

### Ley de Bland–Allison

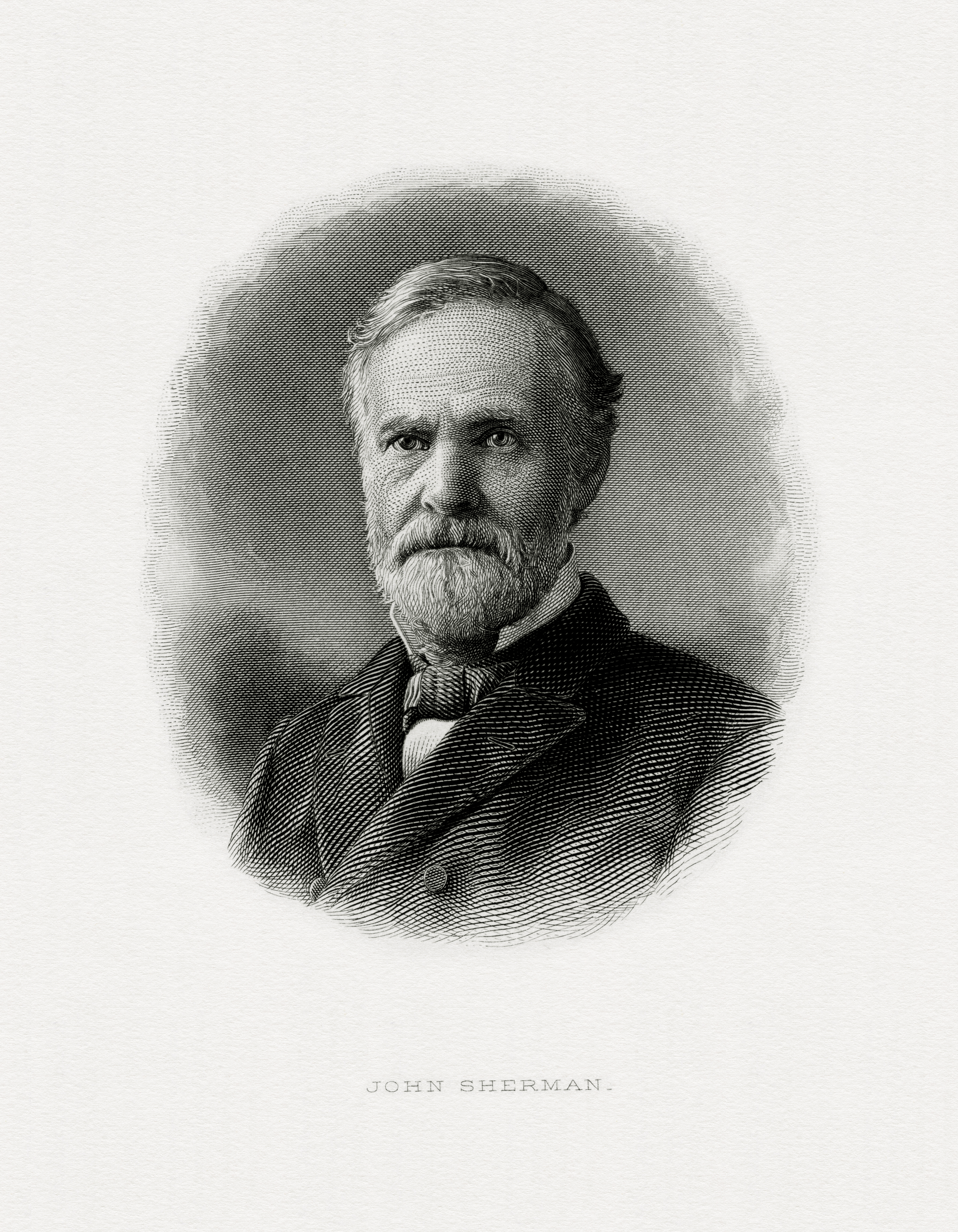
Oficina de Grabado e Impresión Retrato de Sherman como Secretario del Tesoro.

La opinión en contra de la Ley de la moneda de 1873 cobró fuerza cuando la economía empeoró tras el Pánico de 1873. El representante demócrata Richard P. Sosa de Misuri propuso un proyecto de ley que requeriría que los Estados Unidos comprara tanta plata como los mineros podrían vender al gobierno y este acuñarla en monedas, un sistema que aumentaría el suministro de dinero y ayudaría a los deudores. En resumen, los mineros de plata vendían el metal al gobierno al valor de cincuenta a setenta centavos, y recibían a cambio un dólar de plata. La idea pro-plata transcendió a todos los partidos, y William B. Allison, un republicano de Iowa lideró el esfuerzo en el Senado. Allison propuso una enmienda en el Senado que requería la compra de dos a cuatro millones de dólares por mes de plata, pero no permitía el depósito privado de plata en las casas de la moneda. Así, el señoreaje, o la diferencia entre el valor nominal de la moneda y el valor del metal en ella contenidas, devengaba al crédito del gobierno, no a los particulares. La Ley de Bland-Allison resultante fue aprobada por ambas cámaras del Congreso en 1878. Hayes temía que la Ley causaría inflación a través de la expansión de la oferta monetaria que sería ruinoso para los negocios. La opinión de Sherman era más complicada. Sabía que la plata iba ganando popularidad, y que oponerse a ella podría perjudicar a los candidatos del partido en las elecciones de 1880, pero también estaba de acuerdo con Hayes en el deseo de evitar la inflación.
Sherman presionó a sus amigos en el Senado para derrotar el proyecto de ley, o limitarlo a la producción de un dólar de plata más grande, que en realidad sería un valor de 1/16.º su peso en oro. Estos esfuerzos no tuvieron éxito, pero la enmienda de Allison hizo la ley menos arriesgada financieramente. Sherman creía que Hayes debería firmar el proyecto de ley enmendado y no presionó el asunto, y el presidente la vetó. "En vista de la fuerte opinión pública a favor de la libre acuñación del dólar de plata", escribió más tarde, "Pensé que era mejor no hacer ninguna objeción a la aprobación de la ley, pero no me importaba antagonizar los deseos del presidente." El Congreso anuló el veto de Hayes y el proyecto de ley se convirtió en ley. Los efectos de la Ley de Bland-Allison eran limitadas: la prima sobre del oro sobre la plata continuaron creciendo y las condiciones financieras del país continuaron mejorando.

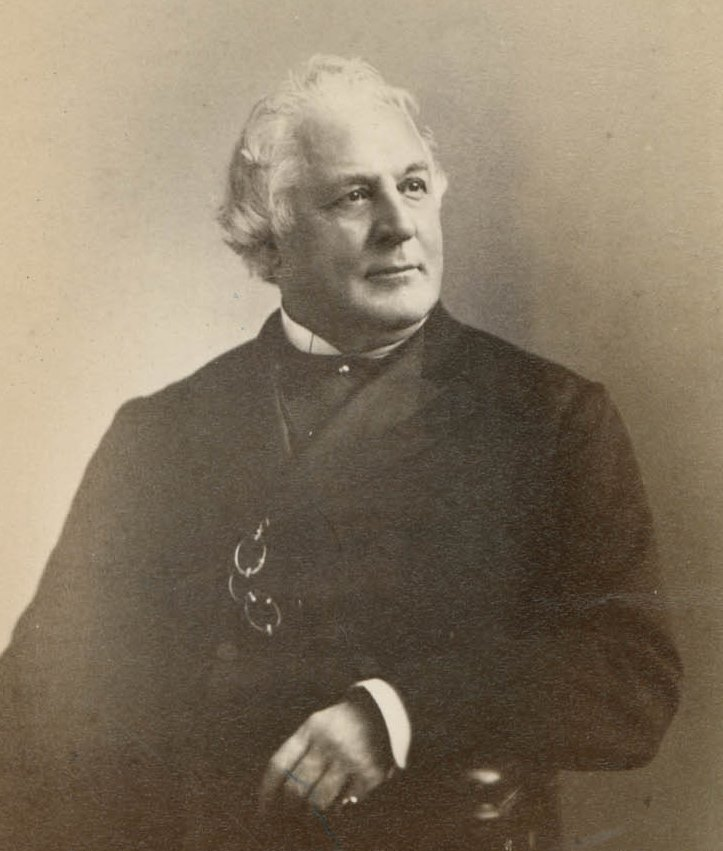
Sherman nombró a John Jay para investigar la corrupción en la aduana de Nueva York

### La reforma de la administración pública
Hayes asumió el cargo decidido a reformar el sistema de nombramientos de la administración pública, que se habían basado en el sistema del clientelismo desde que Andrew Jackson fuera presidente. Sherman no era un reformador de la administración pública, pero estuvo de acuerdo con las instrucciones de Hayes. El enemigo principal de la reforma-y de Hayes- era el senador de Nueva York Roscoe Conkling, y fue en los hombres de Conkling donde Hayes centró su atención. Bajo la dirección de Hayes, Sherman ordenó John Jay que investigase la aduana de Nueva York, donde se concentraban con los hombres de Conkling. El informe de Jay sugería que la aduana de Nueva York tenía un exceso de personal con los nombramientos políticos, que un 20% de los empleados eran prescindibles.
Hayes emitió un decreto que prohibía a los titulares de cargos federales de ser requerido para hacer contribuciones a la campaña o que participasen en la política de partidos de otra manera. Chester A. Arthur, el Recaudador del Puerto de Nueva York, y sus subordinados Alonzo B. Cornell y George H. Sharpe, todos los partidarios Conkling, se negaron a obedecer la orden del presidente. Sherman estaba de acuerdo con Hayes que los tres tendían que renunciar, pero dejó claro en una carta a Arthur que no tenía ningún rencor personal contra el Recaudador. En septiembre de 1877, Hayes exigió la dimisión de los tres hombres, que se negaron a dar. Presentó los nombramientos al Senado para su confirmación como sus reemplazos pero el Comité de Comercio del Senado, que Conkling presidía, votó unánimemente para rechazar los nombramientos.
Durante el período de descanso del Congreso en julio de 1878, Hayes finalmente despidió a Arthur y Cornell (el mandato de Sharpe había expirado) y los sustitutos fueron designados. Cuando el Congreso volvió a reunirse, Sherman presionó a sus antiguos colegas del Senado para confirmar el reemplazo de los nombrados por el presidente, lo que hicieron después de un considerable debate. Jay y otros reformistas criticaron a Sherman al año siguiente, cuando viajó a Nueva York para hablar en nombre de Cornell en su campaña para gobernador de Nueva York. Sherman respondió que era importante que el Partido Republicano ganara la elección allí, a pesar de las diferencias dentro del partido. Su amabilidad también podría relacionarse, según sugiere el biógrafo de Arthur Thomas C. Reeves, a un deseo de mantener las buenas relaciones con la máquina de Conkling en Nueva York ya que se acercaban las elecciones presidenciales de 1880.

## Elección de 1880

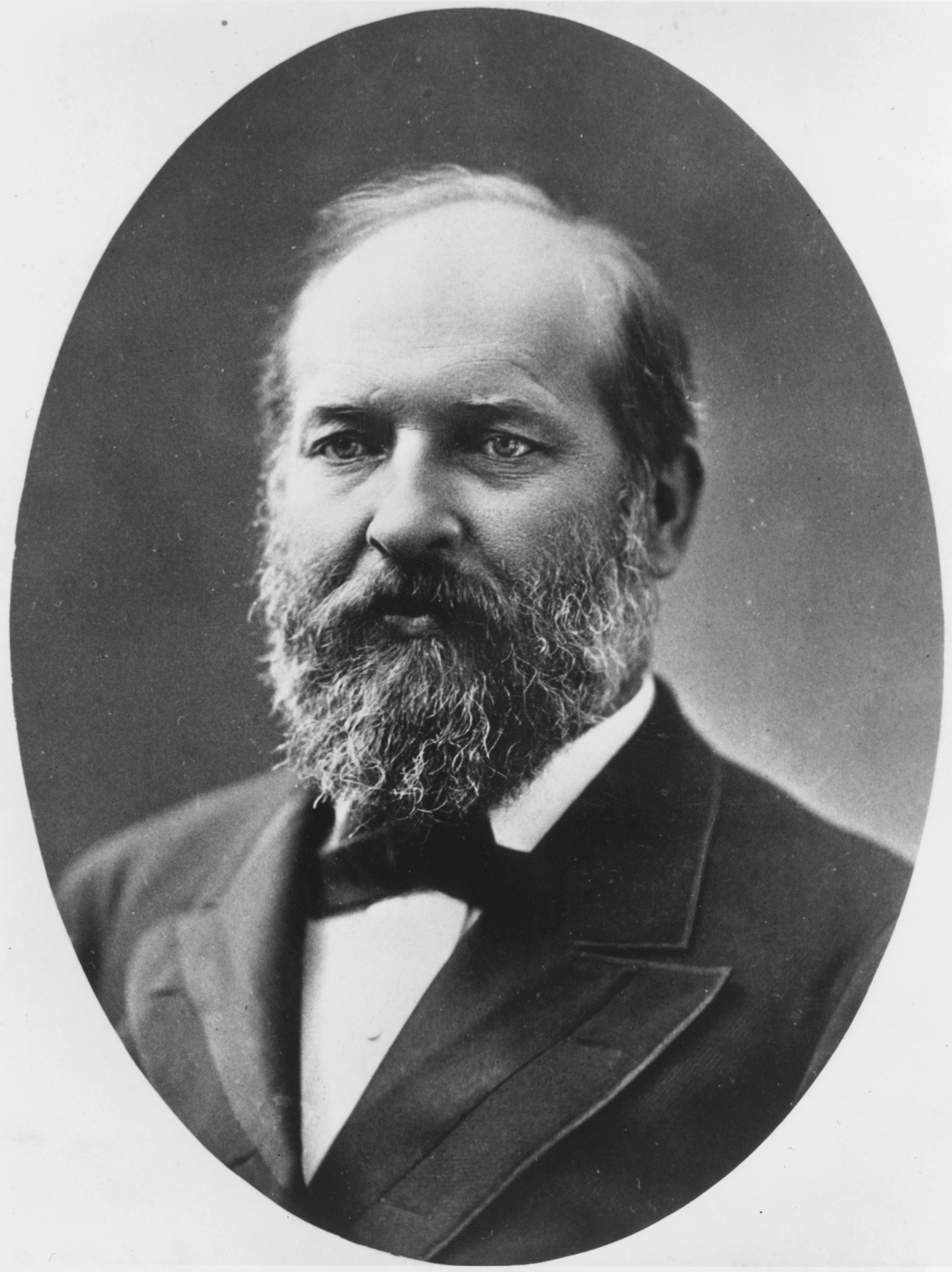
James A. Garfield inesperado candidato en la Convención Nacional Republicana de 1880.

Hayes había prometido a sí mismo a una presidencia de un solo mandato, y la nominación republicana en 1880 atrajo a muchos candidatos, entre ellos a Sherman. La preferencia de Hayes para sucederle era Sherman, pero no hizo ningún reconocimiento oficial, y tampoco creía que Sherman pudiese ganar las elecciones. Entre los primeros favoritos para la candidatura se encontraban el expresidente Grant, el senador James G. Blaine de Maine, y el senador George F. Edmunds de Vermont.  Grant no promovió activamente su candidatura, pero su entrada en la carrera política dio nuevas energías a sus partidarios y cuando se reunió la Convención Nacional Republicana en Chicago en junio de 1880, dividió al instante en dos facciones a los delegados a favor de Grant y anti-Grant, con Blaine como la opción más popular de este último grupo. Después que Grant y Blaine fueron nombrados, James Garfield nombró a Sherman con un elocuente discurso, diciendo: "Preguntáis por sus monumentos, les señalo 25 años de estatutos nacionales. Ni una sola gran ley benéfica se ha colocado en nuestros libros de estatutos sin su ayuda inteligente y poderosa". El discurso, mientras sincero, no era particularmente conmovedor. Como el senador George Frisbie Hoar mencionó más adelante, "no había nada de estimulante o romántico en la llana sabiduría de John Sherman".
Después fueron nominados otros candidatos, la primera votación mostró a Grant como líder con 304 votos y Blaine en segundo lugar con 284; Sherman con 93 se colocó en un distante tercer lugar, y ningún candidato obtuvo la mayoría necesaria de 379. Los partidarios de Sherman podrían haber oscilado la nominación entre Grant o Blaine, pero él se negó a claudicar con 28 votos en la esperanza de que las fuerzas anti-Grant abandonarían Blaine y le votasen a él. Al final del primer día, estaba claro que ni Grant ni Blaine podrían obtener la mayoría; un candidato de compromiso era necesario.  Sherman tenía esperanzas de que él sería el candidato de compromiso, pero el recuento de sus votos solo alcanzó los 120, nunca llegó a la totalidad de los delegados de Ohio. El apoyo de su partido que estaba dividido fue probablemente fatal para su causa, como los votantes de Blaine, en busca de un nuevo campeón, no creían que Sherman fuera un candidato popular. Después de varios días de votación, los hombres de Blaine encontraron su candidato de compromiso, pero en lugar de Sherman cambiaron sus votos a su compañero de Ohio, Garfield. En la trigésima sexta votación, Garfield obtuvo 399 votos, suficientes para la victoria.
Sherman era respetado entre sus colegas republicanos por su inteligencia y trabajo duro, pero siempre había dudas sobre su potencial como un candidato nacional. Como un autor lo describe, Sherman era "delgado como un riel, más de seis pies de alto, con una estrecha recortada barba y poseedor de mala dentadura y una risa divina, cuando se ríe".Sus discursos públicos eran adecuados e informativos, pero nunca "despertó un cálido sentimiento hacia John Sherman, el hombre." A diferencia de Blaine o Conkling, Sherman "no comunicada una personalidad colorida, no tenía corriente magnética". Su apodo, "el carámbano de Ohio," merecido o no, obstaculizó sus ambiciones presidenciales. 
Garfield aplacó la facción pro-Grant apoyando a Chester A. Arthur como candidato a la vicepresidencia. A pesar de sus buenas relaciones con Arthur en 1879, Sherman creía que era una mala elección: "El nombramiento de Arthur es una parodia ridícula", escribió en una carta a un amigo, "y me temo que fue inspirado por el deseo de derrotar el programa... Su nombramiento se une a la compra de entradas de todo el odio de la máquina de la política, y pondrá en peligro en gran medida el éxito de Garfield". Estaba casi en lo cierto, ya que Garfield obtuvo una estrecha victoria sobre el candidato demócrata Winfield Scott Hancock. Sherman continuó en la Tesorería por el resto del mandato de Hayes, dejando el cargo el 3 de marzo de 1881.

## Regreso al Senado

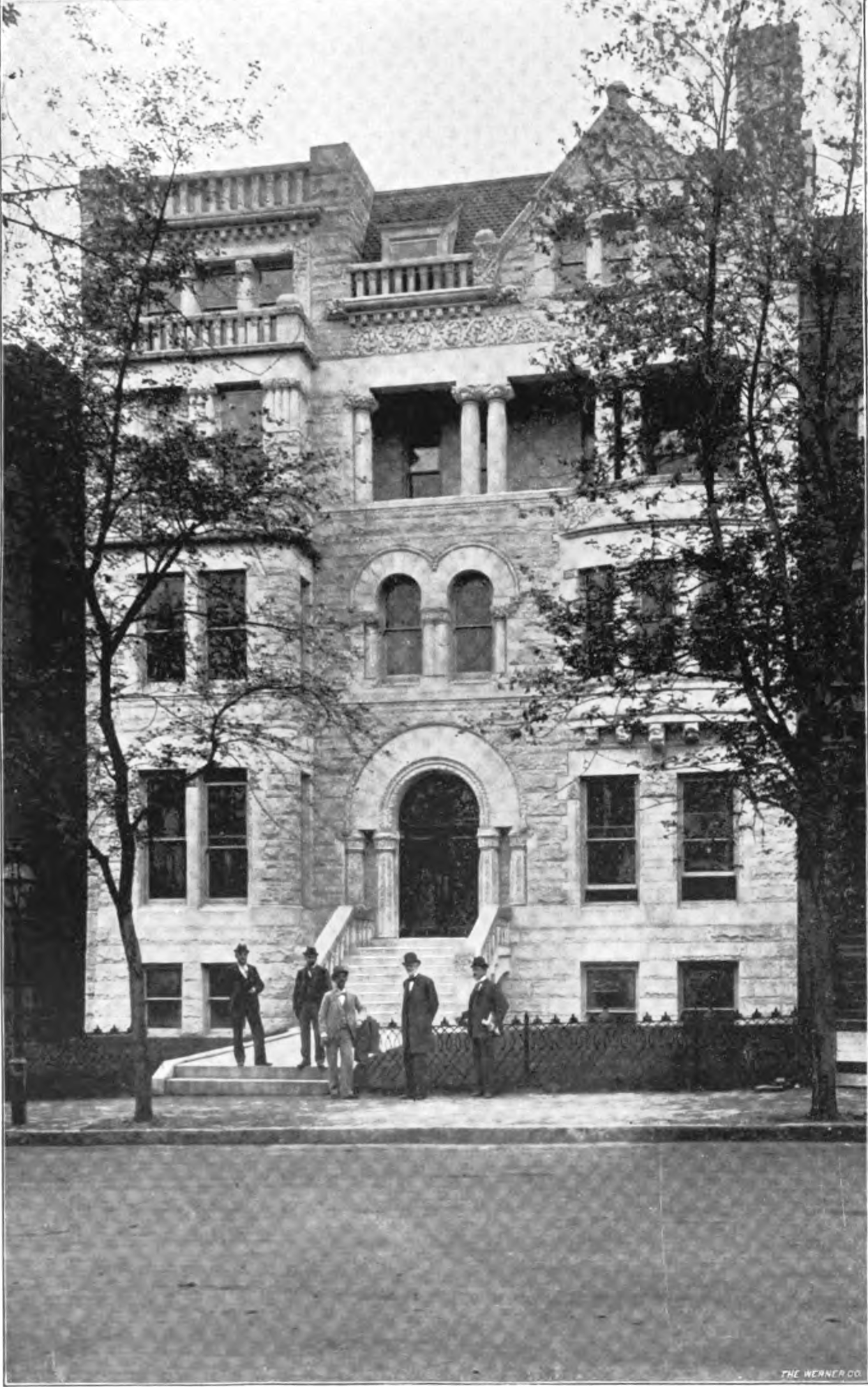
Mientras trabajaba en el Senado, Sherman vivió en esta casa en 1323 K St. NW, Washington D. C.

La legislatura de Ohio había elegido Garfield al Senado en 1880, y cuando tenía que ser elegido presidente, justo antes de tomar posesión de su cargo, Sherman fue elegido en su lugar. La posición de Sherman en el Senado cambió después de sus cuatro años de ausencia. Se reincorporó al Comité de Finanzas, pero Justin Smith Morrill, su antiguo colega en la Cámara, tenía la presidencia.  Cuando Sherman volvió a entrar en el Senado en el 47.º Congreso de los Estados Unidos, los republicanos no eran mayoría. El Senado estaba dividido entre 37 republicanos, 37 demócratas, un independiente (David Davis) que se organizó en grupo con los demócratas, un Reajustador (William Mahone), que se organizó en grupo con los republicanos.El empate en el voto de Arthur como Vicepresidente dejó a los republicanos con un estrecho margen en la cámara. Aun así, la sesión especial convocada en marzo de 1881 permaneció estancada durante dos meses sobre las nombramientos de Garfield, debido a la oposición de Conkling a algunos de ellos, lo que resultó en la renuncia de Conkling y otro senador de Nueva York, Thomas C. Platt, en protesta a Garfield por la continua oposición a su facción. Sherman se alineó con Garfield sobre los nombramientos, y se alegró cuando la legislatura de Nueva York se negó a reelegir Conkling y Platt, sustituyéndolos por dos republicanos menos problemáticos.

### El asesinato de Garfield y la Ley Pendleton
Después que la sesión especial del Congreso había concluido, Sherman volvió a casa a Mansfield. Habló en nombre de los esfuerzos del gobernador de Ohio Charles Foster para un segundo mandato y se fue a Kenyon College con el expresidente Hayes, donde recibió un título honorario. Sherman estaba deseando volver a su casa para estar con su esposa por un largo período de tiempo, por primera vez en muchos años, cuando le llegaron las noticias de que Garfield había recibido un disparo en Washington. El asesino, Charles J. Guiteau, era un oficinista trastornado que creía que el sucesor de Garfield le daría un trabajo de bajo su patronazgo. Después de una agonía de varios meses, Garfield murió y Arthur se convirtió en presidente. Después de realizar un viaje largamente deseado al Parque nacional Yellowstone y a otros sitios del Oeste con su hermano William, Sherman regresó a una segunda sesión especial del Congreso en octubre de 1881.
El asesinato de Garfield por un empleado que buscaba un cargo oficial amplificó la demanda pública de la reforma de la administración pública. Tanto los líderes demócratas y republicanos se dieron cuenta de que podían atraer los votos de los reformadores girando en contra del tráfico de influencias y, por 1882, un esfuerzo bipartidista comenzó en favor de la reforma.  En el Congreso anterior, el senador por Ohio compañero de Sherman, el demócrata George H. Pendleton, había introducido una legislación que requería la selección de los funcionarios públicos sobre la base de méritos según lo determinado por un examen, pero el Congreso se negó a actuar en ella de inmediato. Los republicanos perdieron escaños en las elecciones legislativas de 1882, en la que los demócratas hicieron campaña en el tema de la reforma, y en la última sesión fueron más susceptibles a la reforma de la función pública.  Sherman se pronunció a favor de selección por méritos y en contra de la eliminación de los empleados de la oficina sin un motivo. Estaba en contra de la idea de que los funcionarios públicos debían tener contratos indefinidos, pero creía que la eficiencia, no la actividad política, debería determinar el período de servicio de un empleado. Sherman votó a favor del proyecto de ley de Pendleton, y el Senado lo aprobó 38-5. La cámara estuvo de acuerdo con una votación de 155 a 47. Arthur firmó el proyecto de Ley sobre Reforma del Servicio Civil Pendleton en ley el 16 de enero de 1883.

### Impuesto Mixto

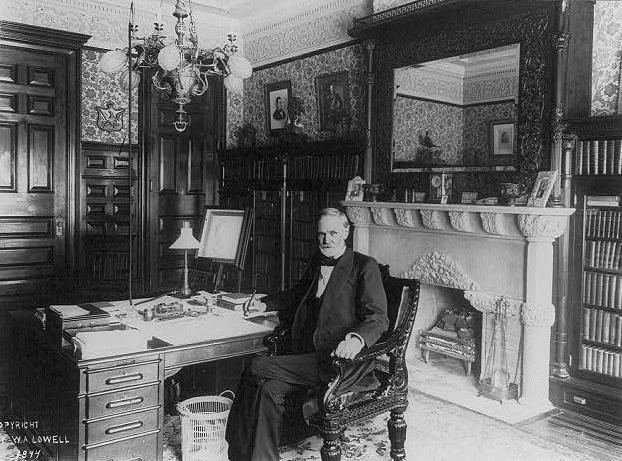
Sherman en su oficina del Senado, sobre 1894

Había relativamente poca legislación financiera en la década de 1880. En ese momento, un menor número de bonos eran necesarios, ya que el gobierno tenía un superávit constante que, por 1882 alcanzó los $145 millones. Había opiniones variadas sobre cómo equilibrar el presupuesto; los demócratas deseaban reducir los aranceles para reducir los costes de los bienes importados, mientras que los republicanos creían que los altos aranceles aseguraban altos salarios en la industria manufacturera y la minería. Preferían que el gobierno gastase más en mejoras internas y redujese los impuestos al consumo. El Congreso aprobó una ley en la que se creaba un comité para estudiar la reducción de aranceles, pero Arthur había nombrado mayormente a proteccionistas para el mismo. En diciembre de 1882, la comisión presentó un informe al Congreso pidiendo recortes arancelarios por un promedio de entre 20 y 25%. Se ignoraron las recomendaciones de la comisión, sin embargo, el Comité de Medios y Arbitrios de la Cámara, dominada por los proteccionistas, proporcionó una reducción del 10%. Después de consultar con el Senado, el proyecto de ley que surgió sobre aranceles solo redujo un promedio del 1,47%, pero no eliminó ni redujo mucho los impuestos al consumo%. Sherman apoyó el proyecto de ley, más por la reducción de los impuestos especiales que por los cambios en las accisas.  El proyecto de ley, conocido como la Tarifa de 1883 (o, por los detractores, como el "Impuesto Mixto") fue aprobado por ambas cámaras por poco el 3 de marzo de 1883, el último día del 47.º Congreso; Arthur firmó la propuesta en ley, pero no tuvo efecto sobre el excedente.

### La inmigración china
Sherman prestó mayor atención a los asuntos exteriores durante la segunda mitad de su carrera en el Senado, ya que fue presidente de la Comisión de Relaciones Exteriores. En 1868, el Senado había ratificado el Tratado de Burlingame con China, lo que permitía la inmigración sin restricciones de China. Después del Pánico de 1873, los inmigrantes chinos fueron acusados de la caída de los salarios; como reacción Congreso en 1879 aprobó la Ley de Exclusión China, pero Hayes la vetó. Ahora, tres años más tarde, después de que China había aceptado las revisiones de los tratados, el Congreso intentó de nuevo excluir a los inmigrantes chinos: el senador John F. Miller de California introdujo otra Ley de Exclusión que negaba a los inmigrantes chinos la ciudadanía estadounidense y prohibió su inmigración por un período de 20 años. Sherman se opuso tanto a las revisiones de los tratados de 1880 como al proyecto de ley que Miller propuso, en la creencia de que la Ley de Exclusión invertía la tradicional acogida de los Estados Unidos a todas las personas y su dependencia de la inmigración extranjera para el crecimiento. El Presidente Arthur vetó el proyecto de ley, y Sherman votó a favor de mantener el veto. Una nueva Ley de Exclusión pasó para ajustarse a las objeciones de Arthur. Sherman votó en contra de este proyecto de ley, también, pero pasó y Arthur firmó la ley. En 1885, Sherman votó a favor de la Ley de Contratos de Trabajo a extranjeros, que prohibía la contratación de trabajo antes de emigrar o transportar a una persona en virtud de un contrato de este tipo en los Estados Unidos. Sherman vio esta Ley como una solución más adecuada a la caída de los salarios que la exclusión de China: el problema, como él lo veía, no era el origen nacional de los inmigrantes chinos, sino su empleo en condiciones de similares a la servidumbre.

### Otras ambiciones presidenciales

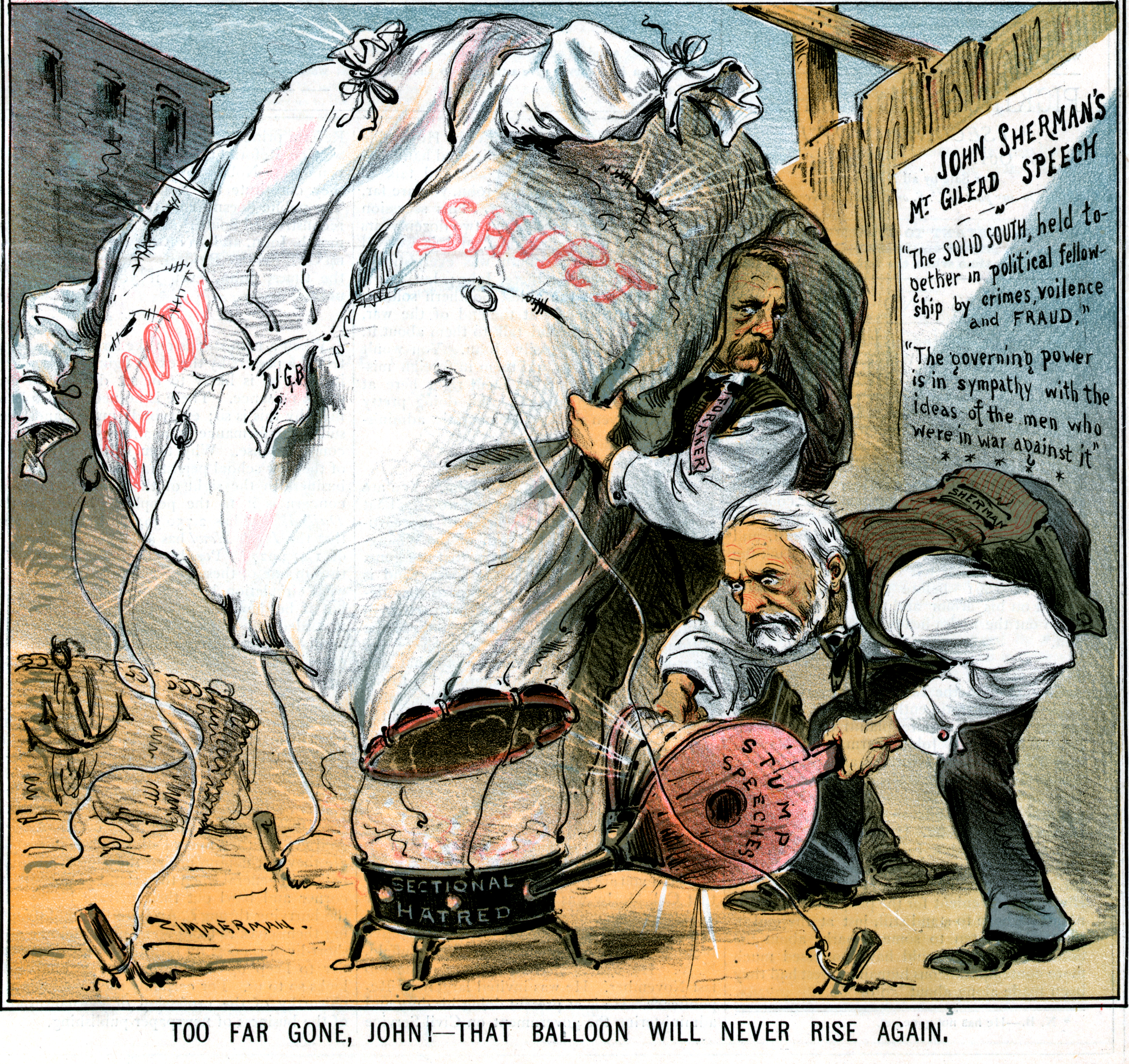
Una caricatura política 1885 acusando a Sherman y Foraker de avivar el odio secesionista para obtener beneficios políticos.

En 1884, Sherman se ofreció candidato de nuevo por la nominación republicana, pero su campaña nunca tuvo mucho brío. Blaine era considerado el favorito y el presidente Arthur también reunió a sus delegados en un intento de ganar el mandato en su propio derecho. Una vez más, la delegación de Ohio no logró unirse para apoyar a Sherman, y entró en la convención con solo 30 delegados que le apoyaban. El exjuez de Cincinnati Joseph B. Foraker dio un discurso durante el nombramiento de Sherman, pero no atrajo mucha atención. Blaine reunió el apoyo que necesitaba al día siguiente, y Sherman se retiró después de la cuarta votación. Blaine fue debidamente nombrado, y perdió las elecciones ante el demócrata Grover Cleveland de Nueva York. Sherman regresó al Senado donde, en 1885, fue elegido Presidente "pro tempore" del Senado. Después de la muerte del vicepresidente Thomas A. Hendricks más tarde ese año, Sherman era el siguiente en la línea a la presidencia hasta 26 de febrero de 1887, cuando renunció al cargo.
En 1886, la legislatura de Ohio había elegido a Sherman por un quinto mandato, pero desde hacía tiempo estaba considerando presentar su candidatura a la presidencia. Para ampliar su imagen nacional, viajó a Nashville para dar un discurso en defensa de los principios republicanos. Alentó a la equidad en el tratamiento de los estadounidenses negros y denunció los malos tratos a manos de los gobiernos "redimidos" de los estados del Sur.  La gira tuvo su efecto, y las esperanzas de Sherman eran altas. Su viejo amigo, el expresidente Hayes, pensaba que él era el mejor candidato. El favorito para la nominación era Blaine, pero después de este escribiese varias cartas que negaban cualquier interés en la nominación, sus partidarios se dividieron entre otros candidatos, incluyendo Sherman. Sin un claro consenso para entrar en la convención de 1888, los delegados dividieron su apoyo entre un número inusual de hijos predilectos. Daniel H. Hastings de Pensilvania colocó el nombre de Sherman en la nominación, secundado por Foraker (que era, por entonces, el gobernador de Ohio. Sherman, por fin, había unificado la delegación de Ohio para que le apoyase y ganó en la primera votación con 229 votos, más del doble de su competidor más cercano, pero muy por debajo de los 416 necesarios para la nominación. Walter Q. Gresham de Indiana estaba en segundo lugar con 111, seguido por Russell A. Alger de Michigan con 84. Sherman ganó votos en la segunda votación, pero se estancó allí; en la quinta votación, estaba claro que no iba a ganar más delegados. Se negó a retirarse, pero sus partidarios comenzaron a abandonarlo; a la octava votación, los delegados se unieron en torno a Benjamin Harrison de Indiana y votaron su candidatura. Sherman pensó que Harrison era un buen candidato, y no le deseaba ningún mal, pero le hizo envidiar a Alger, que él creía que "compró los votos de muchos de los delegados de los estados del sur que habían sido instruidos por sus convenciones a votar por mí". Un leal republicano, Sherman dio discursos en favor de Harrison en Ohio e Indiana, y se mostró satisfecho con su victoria sobre Cleveland en noviembre.  Después de 1888, Sherman, consciente de que ya tendría los setenta y tres años de edad cuando la nominación se abrió, resolvió que a partir de entonces "ningún cargo puede tentarme a buscar nuevos honores políticos" y no postularse a la presidencia de nuevo.

### El comercio interestatal
Desde hacía algún tiempo, había habido preocupación por el poder de los ferrocarriles y la forma en la que se pagaban tasas diferentes para diferentes clientes. En 1885, un proyecto de ley para regular la práctica, escrito por John Henninger Reagan, de Texas fue aprobado por la Cámara. El proyecto de ley Reagan prohibía la discriminación en las tarifas de transporte ferroviarias de mercancías o gasoducto, requería que las tasas fuesen razonables, y los cargos máximos permitido fijados. Sherman estuvo de acuerdo con la idea general de la ley, pero se opuso a ciertas partes, especialmente a una disposición que daba jurisdicción a los tribunales estatales sobre las disputas de la aplicación. Sherman creía que la ley debería permitir más matices, así, insistiendo en que la competencia frente a otras formas de transporte debían considerarse. Se adoptaron estos cambios en el comité de la conferencia y el resultado, la Ley de Comercio Interestatal de 1887, se debió mucho a la influencia de Sherman. Cleveland ratificó la ley el 4 de febrero de 1887, y designó a los miembros de la nueva Comisión Interestatal de Comercio. El acto desagradó la industria del ferrocarril, pero fue una bendición para los agricultores y la industria petrolera.

### Ley Sherman Antitrust

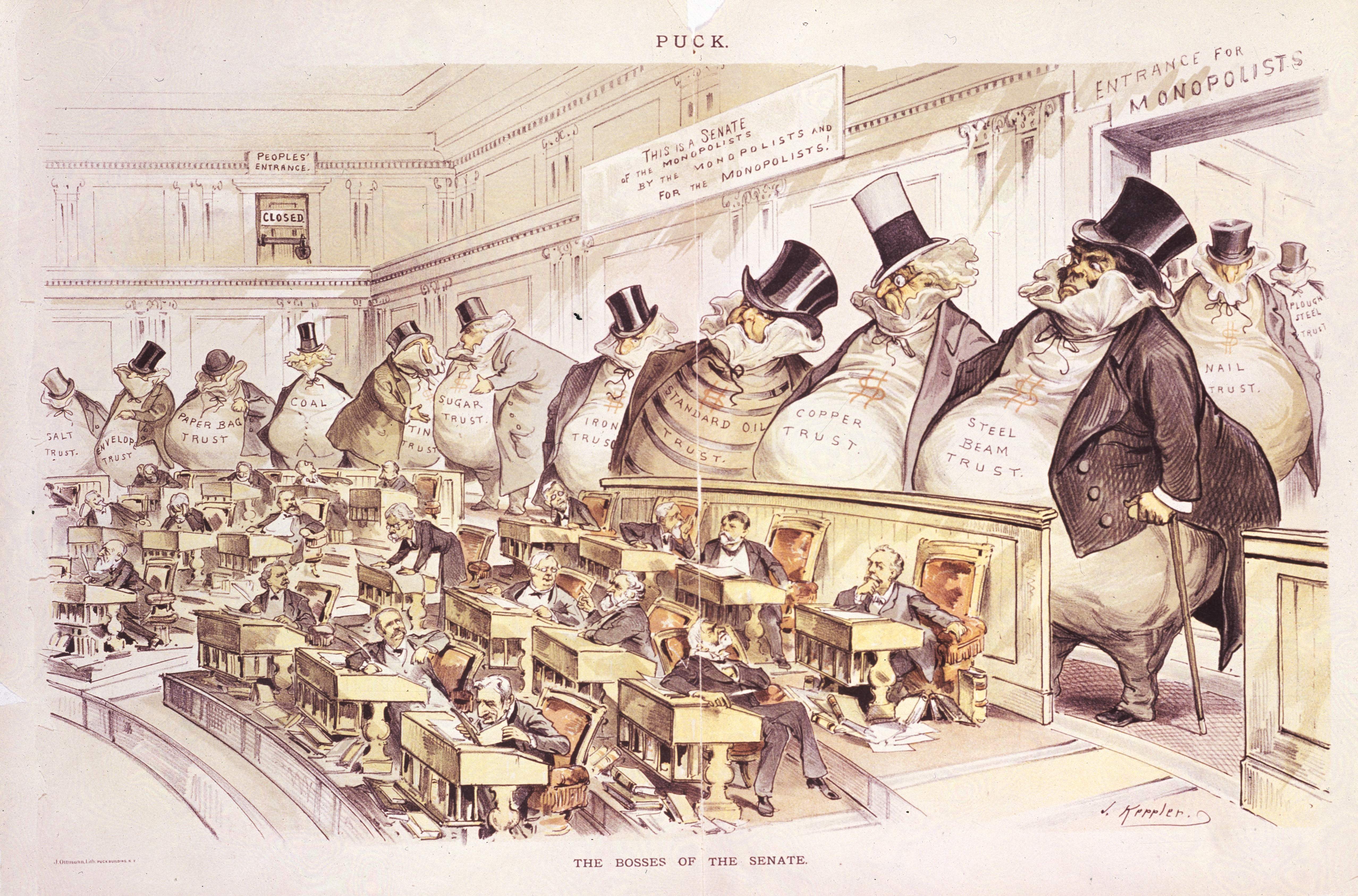
Una caricatura de 1889 sugiere que los monopolios tenían demasiado poder sobre el Congreso.

A finales del siglo XIX, las empresas comenzaron a formar asociaciones, conocidas como los fideicomisos, que reclamaban una parte cada vez mayor del mercado lo suficientemente grande como para dictar los precios, según afirmaban sus detractores. Los miembros de ambos partidos principales estaban preocupados con el crecimiento del poder de los trusts y monopolios, y, en la apertura del 51.º Congreso Sherman propuso lo que se convertiría en la Ley Sherman Antitrust.  El proyecto de ley que Sherman propuso derivaba en gran parte de un proyecto de ley fracasado en el anterior Congreso escrita por el senador George F. Edmunds, que Sherman había modificado mientras lo estudiaba. Hasta 1888, Sherman había mostrado poco interés en la cuestión de los monopolios, sino que fue aumentando en la conciencia nacional y fue entonces cuando Sherman saltó a la palestra.  El proyecto de ley revisado que Sherman propuso era simple, afirmando que "todo contrato, asociación en forma de monopolio/trust o de cualquier otra forma, para restringir el comercio o el comercio entre los diferentes Estados, o con las naciones extranjeras, se declara que es ilegal". El proyecto de ley prescribía además sanciones penales para cualquier persona que monopolizara el comercio". En el debate, Sherman elogiaba los efectos de las empresas en el desarrollo de la industria y los ferrocarriles y afirmaba el derecho de las personas a formar corporaciones, siempre y cuando "no eran en ningún sentido un monopolio".
El proyecto de ley fue aprobado por el Senado por un abrumador 52 -1, y aprobado por la Cámara sin oposición. El Presidente Harrison firmó la ley el de julio de 1890. Sherman fue el primer motor para conseguir el proyecto de ley aprobado y se hizo "con mucho, el portavoz más elocuente de defensa de la competencia en el Congreso La Ley fue posteriormente criticada por su lenguaje sencillo y la falta de términos definidos, pero Sherman la defendió, diciendo que se basó en el lenguaje de la ley común y sus precedentes. También negó que la Ley fuese anti-negocio en absoluto, diciendo que solo se opuso a las prácticas comerciales desleales.  Sherman hizo hincapié en que la ley no apuntaba a la competencia legal, pero a la asociación ilegal.  Análisis posteriores fueron más generosos: "La Ley Sherman era tan buena ley antimonopolio como el Congreso de 1890 podría haber ideado."

### Ley de Compra de Plata

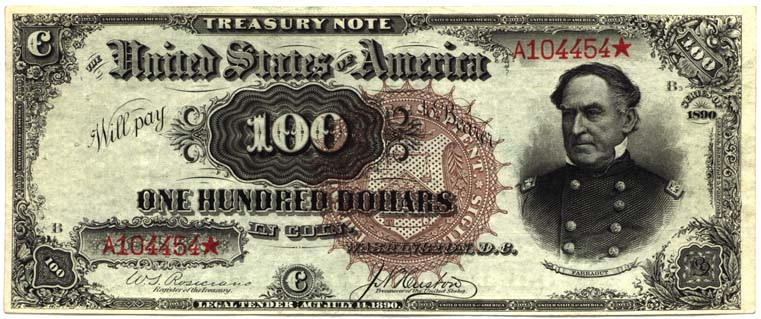
Un billete de 100 dólares del Tesoro, autorizado por el Sherman Silver Purchase Act, redimibles en oro o en moneda de plata

Desde la aprobación de la Ley de Bland-Allison en 1878, había habido poca discusión sobre la acuñación de monedas de oro frente a la de plata. La plata había sido apenas mencionada en la campaña de 1888, y la posición exacta de Harrison sobre el tema inicialmente fue poco clara, pero el nombramiento a secretario del Tesoro de William Windom, animó a los partidarios de la plata libre. El número de partidarios de la plata había crecido en el Congreso con la incorporación de los nuevos estados occidentales. La caída de los precios agrícolas, que hacía que las deudas de los agricultores fuesen más difícil de pagar, amplió la apelación de su causa. Harrison trató de seguir un camino intermedio entre las dos posiciones, abogando por una libre acuñación de plata, pero en su propio valor, no en una relación fija con el oro.  Esto solo sirvió para decepcionar a ambas facciones. Windom sugirió mantener el sistema de Bland-Allison, pero doblando la cantidad de plata permitida para ser acuñada. El valor intrínseco del dólar de plata había caído a 72,3 centavos de dólar, pero Windom creía (aunque los partidarios de oro lo dudaban) que acuñar más plata aumentaría la demanda y aumentaría su valor.
Ambas Cámaras del Congreso eran de mayoría republicana, pero sus resoluciones eran diferentes. La Cámara de Representantes aprobó una ley en junio de 1890 que requería que el gobierno comprase de 4.500.000 de onzas de plata al mes (además de los 2 - 4.000.000 de dólares requeridos para ser acuñados bajo la ley Bland-Allison.  El Senado aprobó un proyecto de ley del republicano Preston B. Plomada de Kansas para la libre acuñación de plata legal en la proporción 16:1. Sherman votó en contra de la ley de Plumb, pero fue nombrado miembro del comité de conferencia para producir un proyecto de ley de compromiso que, llamada Sherman Silver Purchase Act, fue aprobada ese mes de julio. El Tesoro compraría 4.500.000 onzas de plata, y emitiría Bonos del Tesoro a pagar por ello, que serían redimibles en oro o plata. La ley también establecía que el Tesoro podría acuñar más dólares de plata si el Secretario creía que era necesario para redimir los nuevos billetes. Sherman creía que el proyecto de ley era la opción menos dañina.  Harrison creyó que iba a poner fin a la controversia, y firmó la ley. El efecto de la ley, sin embargo, fue el aumento de la escasez de las reservas de oro de la nación.
En 1893, un pánico financiero golpeó el mercado de valores, y la nación pronto se enfrentó a una depresión económica aguda. El pánico se agravó por la escasez de oro que dio como resultado del aumento de la acuñación de la moneda de plata, y el presidente Cleveland, que había sustituido a Harrison aquel marzo, llamó al Congreso a sesión y exigió la derogación de la parte de la Ley que requería al gobierno para la compra de plata. Los efectos del pánico habían impulsado a los más moderados a apoyar la derogación; aun así, los pro-plata reunieron a sus seguidores en una convención en Chicago, y la Cámara debatieron el asunto durante quince semanas antes de pasar la derogación por un margen considerable. En el Senado, la derogación de la compra de plata fue igualmente discutible, pero Cleveland convenció a suficientes demócratas para permanecer a su lado que, junto con los republicanos del Este, forman una mayoría de 48-37. Sherman votó a favor de la derogación de "su" ley. Después de la derogación, el agotamiento de las reservas de oro del Tesoro continuó, pero a un ritmo menor y las emisiones de bonos posteriores repusieron las entregas de oro.  El debate académico continúa sobre la eficacia de las emisiones de bonos, pero el consenso es que la derogación de la Ley de Compra de Plata fue, en lo peor, inocuo y, en lo mejor, útil en la restauración de la salud financiera de la nación.

### Años finales en el Senado
Sherman fue elegido en 1892 a un sexto mandato, derrotando fácilmente al candidato demócrata en la legislatura estatal. La pelea más difícil fue por el voto republicano, ya que muchos preferían Foraker a Sherman. Con la ayuda del empresario de Cleveland Mark Hanna, y después de cuatro días de votación, el caucus acordó apoyar a Sherman ante Foraker, y fue reelegido por la legislatura completa el 12 de enero de 1893. En 1894, Sherman superó el récord de Thomas Hart Benton de la duración más larga en el Senado.  Sus memorias, ´´´Recuerdos de cuarenta años en la Cámara, el Senado y el Gabinete´´´, se publicaron el año siguiente. En 1896, dio discursos en nombre de su colega de Ohio William McKinley durante su campaña para la presidencia, pero tuvo un papel menor que en campañas anteriores debido a su avanzada edad. McKinley fue elegido sobre el demócrata William Jennings Bryan. Deseando ver el nombramiento de Hanna, su amigo y director de política, al Senado, McKinley creó una vacante mediante el nombramiento de Sherman a su gabinete como Secretario de Estado.

## Secretario de Estado

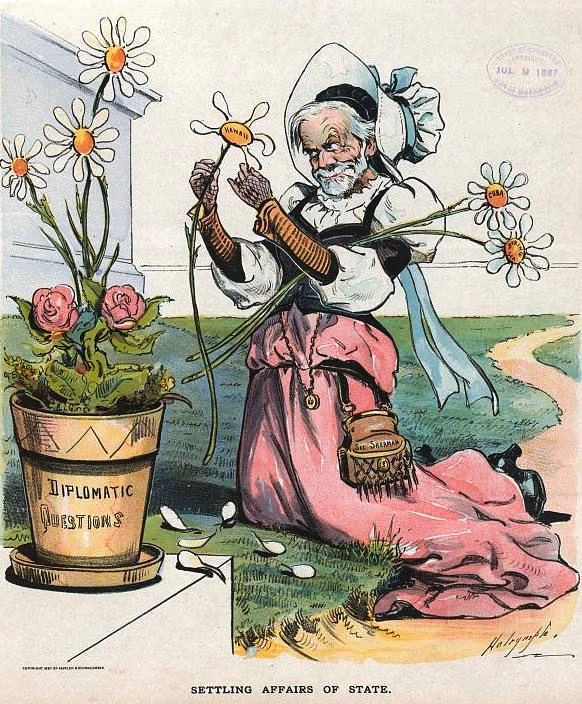
Una caricatura política de 1897 representa a Sherman como jardinero, podando la crisis diplomática de la nación.

En enero de 1897, McKinley ofreció a Sherman la posición de Secretario de Estado, que Sherman, frente a una difícil campaña de reelección en 1898, aceptó inmediatamente. Su nombramiento fue rápidamente confirmado cuando el Congreso se reunió en marzo. El nombramiento fue visto como una buena elección, pero muchos en Washington pronto comenzaron a preguntarse si Sherman, a los 73 años, aún tenía la fuerza y el vigor intelectual para manejar el trabajo; circularon rumores en este sentido, pero McKinley no las escuchó. Le pidieron asesoramiento sobre el discurso inaugural, Sherman ofreció un borrador que amenazaba la intervención en Cuba, entonces en rebelión contra España; la sugerencia fue ignorada.
Tanto Sherman y McKinley buscaron una solución pacífica a la guerra de Cuba, preferiblemente con la participación independiente de Cuba y sin la intervención norteamericana. Estados Unidos y España comenzaron las negociaciones sobre el tema en 1897, pero quedó claro que España nunca concedería la independencia a Cuba, mientras los rebeldes (y sus partidarios estadounidenses) nunca se conformarían con nada menos que eso. En enero de 1898, España se comprometió a algunas concesiones con los rebeldes, pero cuando el cónsul estadounidense Fitzhugh Lee reportó disturbios en La Habana, McKinley acordó enviar el acorazado USS Maine allí para proteger las vidas y las propiedades norteamericanas. El 15 de febrero, el Maine se hundió con 266 hombres.
La tensión de la guerra era alta, y en abril, McKinley informó al Congreso de que los esfuerzos en la resolución diplomática habían fracasado; una semana más tarde, el Congreso declaró la guerra. Por entonces, McKinley había empezado a confiar en el subsecretario de Estado William R. Day para la gestión del día a día del departamento de Estado, e incluso invitarlo a reuniones del gabinete, ya que Sherman había dejado de asistir a ellos. Day, un socio de larga duración de McKinley, reemplazó a su jefe como el poder real en el Departamento de Estado. Sherman, sintiendo que se estaba haciendo una mera figura decorativa, reconoció, por fin, su deterioro de salud y el empeoramiento de su memoria, renunció a su cargo el 25 de abril de 1898.

## Jubilación, muerte y legado

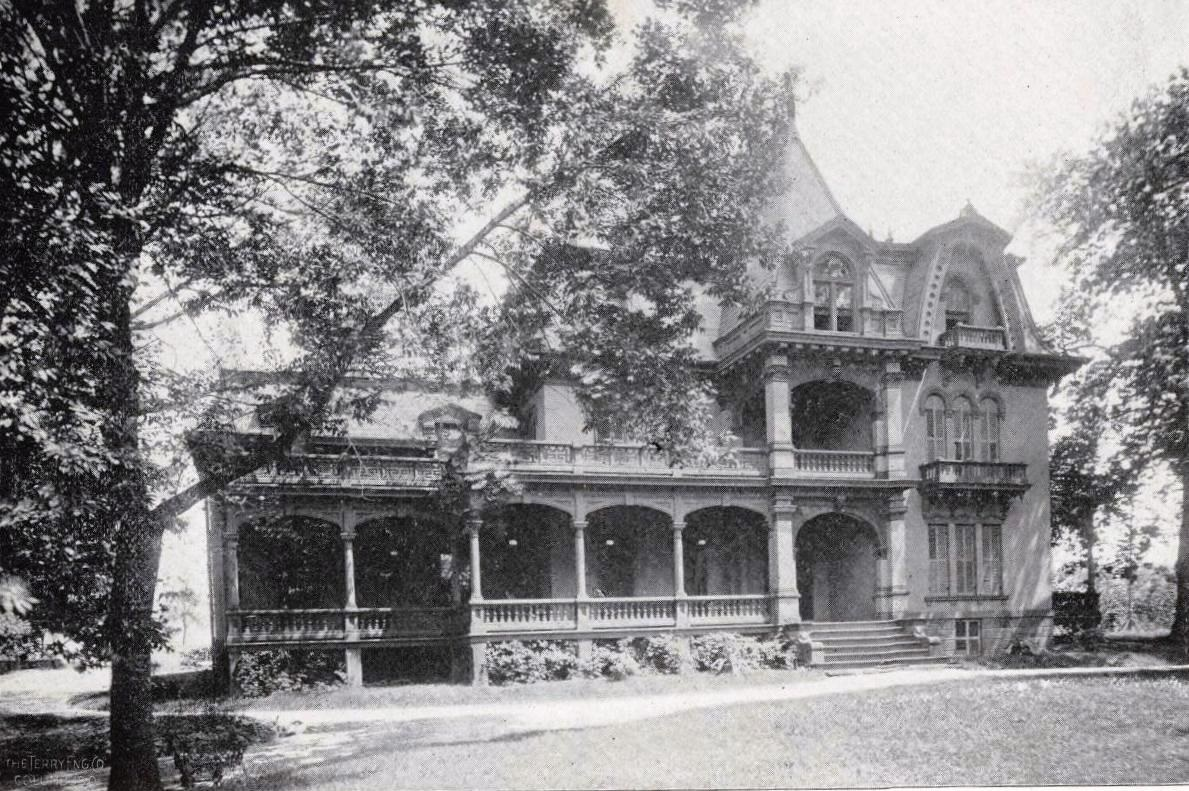
La casa de Sherman en Mansfield, Ohio

Sherman se retiró de la vida pública después de dimitir como secretario de Estado. Excepto por un día, Sherman había pasado los cuarenta y dos años anteriores, cuatro meses y veintidós días en la administración pública. Dio un par de entrevistas en las que declaraba no estar de acuerdo con la política de la administración en la anexión de Puerto Rico y las Filipinas. Más tarde ese mismo año, su esposa, Margaret, tuvo un derrame cerebral; murió dos años más tarde el 5 de junio de 1900.  Sherman continuó alternando entre las casas en Mansfield y Washington. Permaneció en su mayoría fuera de la política, a excepción de una carta que escribió para apoyar la candidatura de George K. Nash para gobernador de Ohio en 1899. Sherman murió en su casa de Washington el 22 de octubre de 1900, en compañía de sus hijas, parientes y amigos. Después de un funeral en la Iglesia Episcopal de San Juan en Washington, fue enterrado en el cementerio de la ciudad de Mansfield con su esposa.
Sherman no era inconsciente de su legado y dejó $10.000 en su testamento para que escribiesen su biografía "por alguna persona competente."  Dos biografías fueron publicadas poco después, pero no mencionan el legado. En 1906, el congresista Theodore E. Burton, de Ohio publicó una biografía; dos años más tarde, el exrepresentante Winfield S. Kerr, de Mansfield, Ohio, publicó otra. Ambos eran muy favorables a Sherman. Se sabe que una biografía académica estaba en preparación en la serie "Los líderes políticos americanos" de Allan Nevins, en los años 1920 y 1930, para ser escrito por Roy Franklin Nichols y su esposa, Jeanette Paddock Nichols, pero el trabajo nunca fue terminado. Jeanette Nichols publicó varios artículos sobre Sherman en las décadas siguientes, pero aún no hay una biografía académica sobre él. Es recordado por la ley que lleva su nombre. Burton, para finalizar su biografía, lo resumió como: Es cierto que había mucho de prosaico en la vida de Sherman, y que sus mejores esfuerzos no estaban conectados con ese glamour que se gana el aplauso más fuerte; pero en una influencia sustancial sobre esos rasgos característicos que han hecho de este país lo que es, y los resultados no reconocidos pero permanentes de un servicio eficiente y patriótico por sus mejores intereses, hay pocos para quienes un registro más beneficioso puede ser reclamado.